# جامعة تورنتو
جامعة تورنتو (بالإنجليزية: University of Toronto)(وتُعرف اختصارًا بـ UToronto أو UofT)، هي جامعة أبحاث عامة تقع في مدينة تورنتو بمقاطعة أونتاريو في كندا، وتحديدًا ضمن الأراضي المحيطة بمنتزه الملكة (Queen's Park). تأسست الجامعة بموجب ميثاق ملكي عام 1827 تحت اسم "كلية الملك"، وكانت أول مؤسسة للتعليم العالي في كندا العليا. خضعت في البداية لإشراف الكنيسة الإنجليزية، لكنها أصبحت علمانية في عام 1850، واعتمدت اسمها الحالي.
كونها جامعة ذات نظام كليات، تضم جامعة تورنتو 11 كلية تتمتع بقدر كبير من الاستقلالية المالية والإدارية، ولكل منها طابعها وتاريخها المميز. تمتلك الجامعة ثلاثة أحرام جامعية، أقدمها حرم سانت جورج الواقع في وسط مدينة تورنتو، إلى جانب حرمي سكاربورو وميسيساغا.
تُقدّم جامعة تورنتو أكثر من 700 برنامج في مرحلة البكالوريوس، ونحو 200 برنامج للدراسات العليا. كما تحظى بأكبر تمويل بحثي سنوي وأعلى قيمة من الوقف بين الجامعات الكندية. وهي أيضًا واحدة من جامعتين فقط خارج الولايات المتحدة تنتميان إلى رابطة الجامعات الأمريكية، إلى جانب جامعة مكغيل في مونتريال. وتُعرف الجامعة بتميزها الأكاديمي، خاصة في مجال النقد الأدبي ونظرية الاتصال، من خلال ما يُعرف بـ"مدرسة تورنتو".
شهدت الجامعة العديد من الإنجازات العلمية البارزة، فقد كانت مهدًا لاكتشاف الأنسولين، وأبحاث الخلايا الجذعية، وابتكار أول جهاز لتنظيم ضربات القلب، كما كانت موقعًا لأول عملية ناجحة لزراعة الرئة وزراعة الأعصاب. واحتضنت الجامعة أيضًا تطوير أول ميكروسكوب إلكتروني، وأبحاث التعلُّم العميق، والشبكات العصبية الاصطناعية، وتكنولوجيا اللمس المتعدد، كما شهدت اكتشاف أول ثقب أسود معروف (الدجاجة X-1)، وتطوير نظرية التعقيد.
في عام 2020، تلقت الجامعة أكبر هبة خيرية في تاريخ كندا، بقيمة 250 مليون دولار من جيمس ولويز تيميرتي، وفي عام 2023 حصلت على أكبر منحة بحثية حكومية في كندا، بقيمة 200 مليون دولار من الحكومة الفيدرالية.
تمثّل فرق "فارسيتي بلوز" جامعة تورنتو في المسابقات الرياضية بين الجامعات، ضمن رابطة يو سبورتس، وتشتهر بأنشطتها في كرة القدم الأمريكية، والتجديف، وهوكي الجليد. ويُسجَّل أن أول مباراة معروفة في كرة القدم الأمريكية في كندا أُقيمت في كلية الجامعة التابعة للجامعة في نوفمبر 1861. ويُعد مبنى "هارت هاوس" من أوائل النماذج لمراكز الطلبة في أمريكا الشمالية، حيث يجمع بين الأنشطة الثقافية والفكرية والترفيهية داخل مجمّع معماري على طراز الإحياء القوطي.

اعتبارًا من عام 2024، ارتبط اسم الجامعة بـ13 من الحائزين على جائزة نوبل، و6 من الفائزين بجائزة تورينغ، و100 من علماء رودس، وفائز واحد بميدالية فيلدز. وتشمل قائمة خريجي جامعة تورنتو خمسة من رؤساء وزراء كندا (من بينهم ويليام ليون ماكنزي كينغ وليستر ب. بيرسون)، وثلاثة حكام عامين، وتسعة من قادة الدول الأجانب، و17 قاضيًا في المحكمة العليا الكندية، وثمانية من رؤساء بلدية تورنتو.

## تاريخ الجامعة
لطالما كان تأسيس كلية كولونيال إحدى رغبات جون جريفز سيمكو، أول حاكم في كندا. وبصفته خرّيج جامعة أوكسفورد وعمله كقائد عسكري المتعلم شارك في حرب الاستقلال الأمريكية، اعتقد سيمكو أن هناك حاجة إلى كلية لمواجهة انتشار الجمهورياتية من الولايات المتحدة. أوصت اللجنة التنفيذية العليا في كندا في عام 1798 بإنشاء كلية في يورك، العاصمة الاستعمارية.

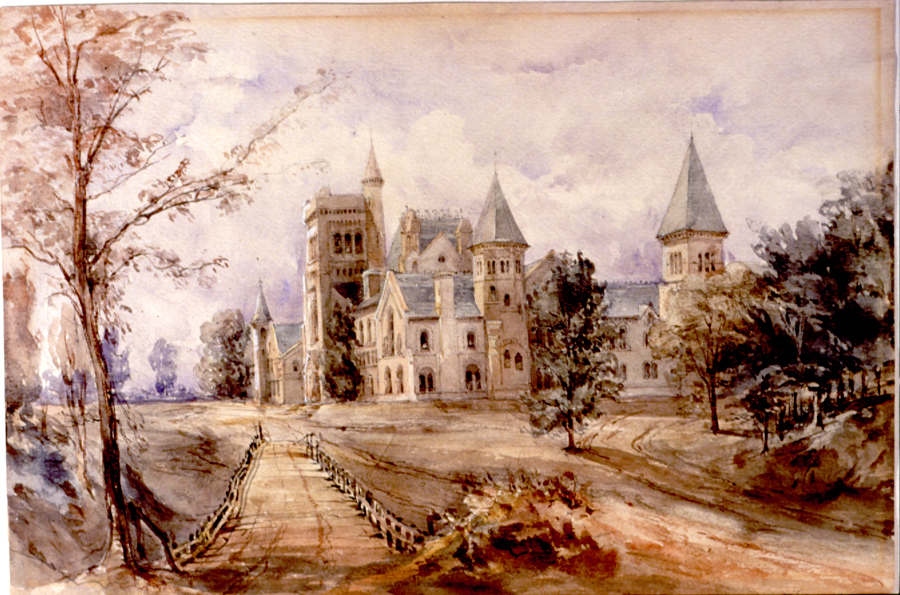
لوحة يصورها السير إدموند ووكر تصوّر الكلية الجامعية كما ظهرت عام 1858.

في 15 مارس عام 1827، أصدر الملك جورج الرابع الملك الرابع للمملكة المتحدة رسميًا وثيقة ملكية، معلنًا إنشاء كلية لأول مرة بالبلاد مع تمتعها بأسلوب وامتيازات الجامعة لتعليم الشباب مبادئ الدين المسيحي وتعليمهم في مختلف فروع العلوم والأدب، ليتم تسميتها «كلية الملك». كان منح الميثاق إلى حد كبير نتيجة ضغط مكثف من قبل جون ستراكان، الأسقف الأنجليكاني المؤثر في تورنتو الذي تولى منصب الرئيس الأول 

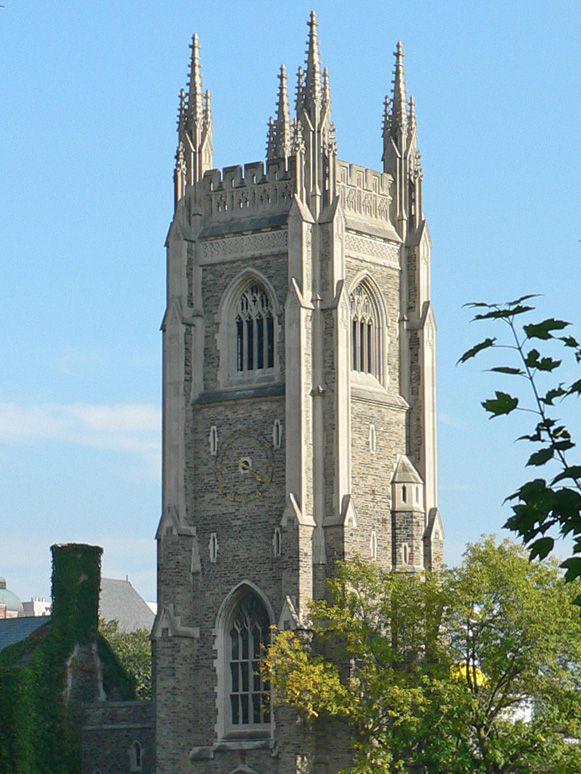
برج الجنود، وهو نصب تذكاري للخريجين الذين سقطوا في الحروب العالمية، يحتوي على 51 جرس.

للكلية. بُني مبنى المدرسة على الطريقة اليونانية الإغريقية المكون من ثلاثة طوابق في الموقع الحالي في كوينز بارك.
تحت إشراف ستراكان، كانت جامغة الملك مؤسسة دينية مرتبطة بشكل وثيق مع كنيسة إنجلترا والنخبة الاستعمارية البريطانية المعروفة باسم تجمع العائلة. عارض السياسيون الإصلاحيون سيطرة رجال الدين على المؤسسات الاستعمارية وحاربوا كي تكون تلك المؤسسات علمانية. في عام 1849، صوتت الحكومة العليا المنتخبة حديثًا في كندا بعد نقاش طويل وحار على إعادة تسمية كلية الملك كجامعة تورنتو وقطعت روابط المدرسة بالكنيسة. بعد أن توقع هذا القرار، استقال ستراكان الغاضب قبل عام من افتتاح كلية الثالوث كمدرسة خاصة أنجليكانية. أُنشأت الكلية الجامعية كفرع تدريس غير طائفي من جامعة تورنتو. خلال الحرب الأهلية الأمريكية، أدى تهديد الحصار النقابي على أمريكا الشمالية البريطانية إلى إنشاء فرقة سلاح البنادق، التي شاركات في مقاومة الغارات الفينيانية على حدود نياغارا في عام 1866.
أنشئت كلية العلوم التطبيقية في عام 1878، وكانت مقدمة لكلية العلوم والهندسة التطبيقية، والتي سميت سكول منذ أيامها الأولى. في حين افتُتحت كلية الطب في عام 1843، بدأ التدريس الطبي من قبل المدارس الملكية من 1853 حتى 1887، عندما استوعبت هيئة التدريس كلية تورنتو للطب. في هذه الأثناء، واصلت الجامعة إجراء الفحوصات ومنح الشهادات الطبية. افتُتحت الجامعة كلية الحقوق في عام 1887، تلتها كلية طب الأسنان في عام 1888، عندما أصبحت الكلية الملكية لجراحي الأسنان تابعة لها. تم قبول النساء لأول مرة في الجامعة في عام 1884.
اشتعل حريق مدمر في عام 1890 حطم جزءًا داخلياً في الكلية الجامعية ودمر ثلاثة وثلاثين ألف مجلد من المكتبة، ولكن الجامعة أعادت بناء المبنى وأعادت تجديد مكتبتها في غضون عامين. وعلى مدى العقدين التاليين، تبلور نظام جامعي حيث رتبت الجامعة اتحادًا مع العديد من الكليات الكنسية، بما في ذلك كلية الثالوث في ترينيتي في عام 1904. وقامت الجامعة بتشغيل المعهد الملكي للموسيقى من عام 1896 إلى عام 1991 ومتحف أونتاريو الملكي من عام 1912 إلى عام 1968، ولا يزال يحتفظ كلاهما بعلاقات وثيقة مع الجامعة كمؤسسات مستقلة. تأسست كلية تورونتو للنشر والصحافة في عام 1901 كأول دار نشر أكاديمية في كندا. كانت كلية فورست، التي تأسست في عام 1907 مع تولي بيرنهارد فيرنو منصب رئاستها، أول كلية جامعية في كندا مكرسة لعلوم الغابات. وفي عام 1910، افتُتحت كلية التربية بمدرستها المخبرية بجامعة تورنتو.
قامت الحرب العالمية الأولى والحرب العالمية الثانية بتقليص بعض الأنشطة الجامعية حيث تم تجنيد الرجال الجامعيين والخريجين بشغف.. عُلّقت المسابقات الرياضية بين الكليات والمناظرات في مركز هارت هاوس، على الرغم من استمرار عقد بعض المباريات البينية وبعض الألعاب. افتُتح مرصد ديفيد دنلاب في ريتشموند هيل في عام 1935، تلاه معهد جامعة تورونتو لدراسات الفضاء عام 1949. افتتحت الجامعة حرمًا جامعيًا في سكاربورو في عام 1964 وفي ميسيسوغا في عام 1967. وأصبحت المدارس السابقة التابعة للجامعة في كلية أونتاريو الزراعية وقاعة غليندون مستقلة تمامًا عن جامعة تورنتو وأصبحت جزءًا من جامعة غويلف في عام 1964 وجامعة يورك في عام 1965، على التوالي. وبدايةً من ثمانينيات القرن العشرين، أدت الانخفاضات في التمويل الحكومي إلى بذل المزيد من الجهود الصارمة لجمع الأموال. كانت جامعة تورنتو أول جامعة كندية تجمع أكبر من مليار دولار كندي في عام 2007.

## أرض الجامعة
تقع أرض الجامعة على بعد 2 كم (1.2 ميل) شمال الحي المالي في وسط مدينة تورونتو وجنوب أحياء يوركفيل. يضم الموقع 71 هكتارًا (180 فدانًا) يحدها في الغالب شارع باي ستريت إلى الشرق، وشارع بلور إلى الشمال، وجادة سبادينا إلى الغرب وشارع الكلية إلى الجنوب. تحتوي الأرض المحاطة بأراضي الجامعة على مبنى أونتاريو التشريعي والعديد من المعالم التاريخية. وبوجود المساحات الخضراء والعديد من الأفنية المتشابكة، تشكل الجامعة منطقة متميزة من الحدائق الحضرية في وسط المدينة المركزي. تتشكل جادة الجامعة من شارع احتفالي وشارع رئيسي يمر عبر وسط المدينة بين كوينز بارك وشارع فرونت. تقع محطات سبادينا وسانت جورج والمتحف بالقرب من مترو الأنفاق بتورنتو.
تتجلى الهندسة المعمارية من خلال مزيج من العمارة الرومانية والعمارة القوطية الحديثة المنتشرة عبر الأجزاء الشرقية والمركزية من الحرم الجامعي، والتي يعود معظمها إلى عامي 1858 و1929. يقع قلب الجامعة التقليدي، والمعروف باسم الحرم الأمامي، بالقرب من مركز الحرم الجامعي في حديقة بيضاوية محاطة بدائرة كلية الملك. الجزء الرئيسي للجامعة هو المبنى الرئيسي للكلية الجامعية، الذي بُني في عام 1857 بمزيج انتقائي من العناصر المعمارية للعمارة الرومانسكية والعمارة النورمانية. صُمم الأثر المثير لهذا التصميم الممزوج من قبل المهندس المعماري فريدريك وليام كمبرلاند. لقي هذا الأثر إشادة من الزوار الأوروبيين في ذلك الوقت. وقال السياسي البريطاني اللورد دوفرين خلال زيارته لكندا في عام 1872:
«أعترف أنني لم أكن على علم بذلك توجد عينة رائعة من العمارة في القارة الأمريكية». [31]

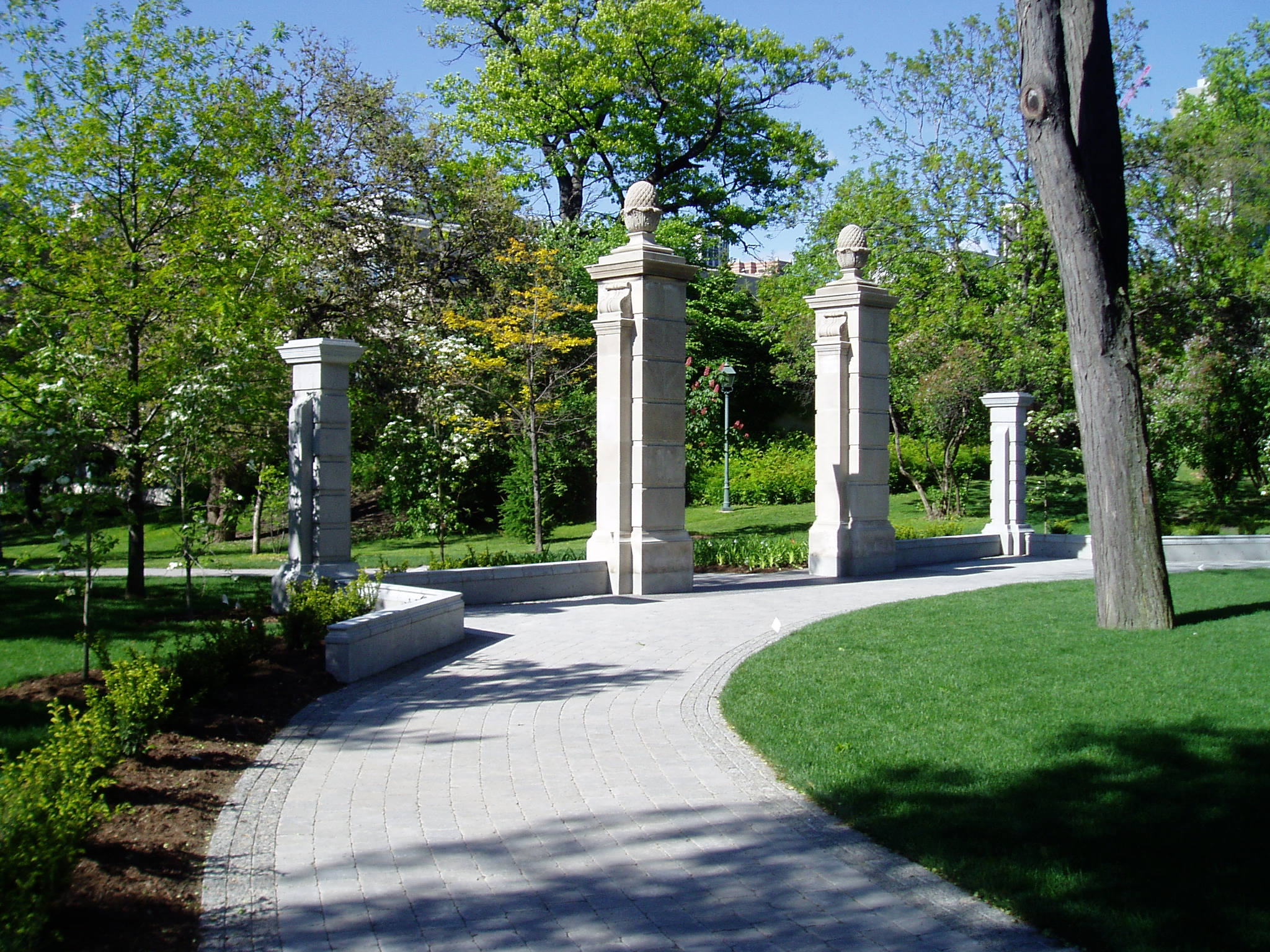
تمثل الأعمدة الحجرية في بينيت غيتس المدخل الجنوبي لمسيرة الفيلسوف.

أُعلن المبنى كأحد الموقع التاريخيية الوطني بكندا في عام 1968. بُنيت قاعة كونفوكتاج التي يمكن التعرف عليها من قبتها ذات النظام الإيوني في عام 1907. وعلى الرغم من أن وظيفتها الرئيسية استضافة الاحتفالات السنوية، يتم في المبنى العديد من الأحداث الأكاديمية والاجتماعية على مدار العام. 

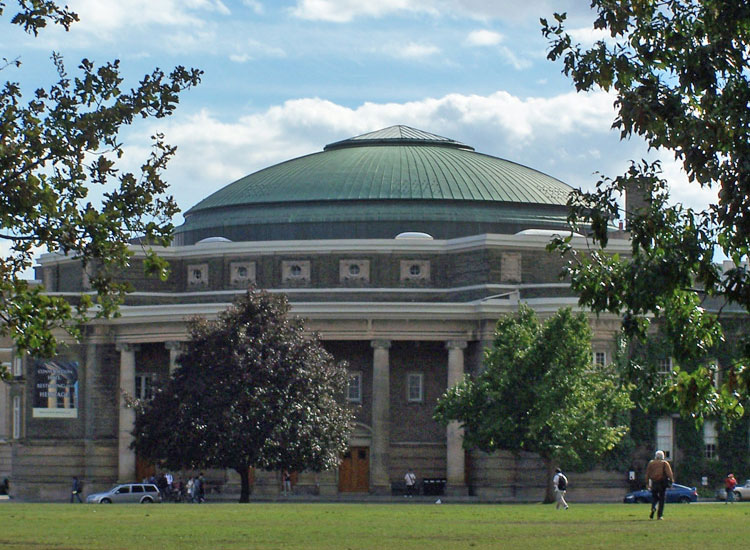
تتميز قاعة المحاضرات الكلاسيكية الجديدة بسقفها المقبب والدوار المستدير الأيوني.

صُممت مباني الحجر الرملي في كلية نوكس على التصميم القوطي لأمريكا الشمالية مع وجود أديرة مميزة تحيط بساحته الفريدة.
توجد حديقة في الشمال الشرقي لمركز هارت هاوس الذي يُعتبر مجمع مركز الطلاب القوطي. ومن بين غرفه العديدة المشتركة، يشتهر مبنى القاعة الكبير بنوافذ كبيرة من الزجاج الملون وخطبة طويلة من كتاب جون ايلوباجتيكا جون ميلتون حول الجدران. يصل ارتفاع برج الجنود المجاور إلى 143 قدمًا (44 مترًا) باعتباره الهيكل الأكثر شهرة في المنطقة المجاورة، حيث خسر قوسه المحفور بأسماء أعضاء الجامعة إلى ساحات المعارك في الحربين العالميتين. يحتوي البرج على جرس كبير يضم 51 جرسًا يُستخدم في مناسبات خاصة مثل يوم الذكرى والدعوة. شمال المبنى الجامعي، يعرض المبنى الرئيسي لكلية الثالوث العمارة الجاكوبيثية تيودور، في حين بُنيت الكنيسة الصغيرة على الطراز القوطي المشابه لكنيسة جيلز جيلبرت سكوت. تتميز الكنيسة بوجود جدران خارجية من الحجر الرملي ومساحات داخلية من حجر إنديانا الجيري، ووالذي بناه بنّاء إيطالي باستخدام أساليب البناء القديمة. ممشى الفيلسوف بالجامعة هو ممر مشاة خلاب مشجر بشجر الإفجيج يربط جامعة تورنتو بكلية الثالوث، وملعب فارسيتي وكلية الحقوق. تقع كلية فيكتوريا على الجانب الشرقي من كوينز بارك، والتي تتمحور حول مبنى رئيسي مُصمّم على الطراز المعماري الرومانسيكي مصنوع من الحجر الرملي الأحمر المتباين والحجر الجيري الرمادي.
طُوّر الجزء الغربي من الحرم الجامعي بعد الحرب العالمية الثانية، ويتألف بشكل رئيسي من الهياكل المعمارية الحداثية التي تضم المختبرات ومكاتب التدريس. يُعتبر مجمع مكتبة روبارتس الضخم، الذي بُني في عام 1972 وافتتح بعد عام من ذلك في عام 1973 أهم مثال على العمارة القاسية. يتميز المبنى بمنظر ببديع بارز، واستخدام مكثف للتصاميم الهندسية المثلثية والهيكل الخرساني الشاهق المكون من أربعة عشر طابقاً فوق حقل من الفضاء المفتوح والأشجار الناضجة. خُصّص مبنى سيدني سميث هول لكلية الآداب والعلوم، فضلا عن بعض الإدارات داخل الكلية. وخُصّص مبنى ليزلي إل دان لكلية الصيدلة، الذي تم الانتهاء منه في عام 2006 وصُمّم على الطراز المعماري فائق التكنولوجيا المُكوّن من الزجاج والصلب بواسطة المهندس المعماري البريطاني نورمان فوستر.

## الإدارة والكليات

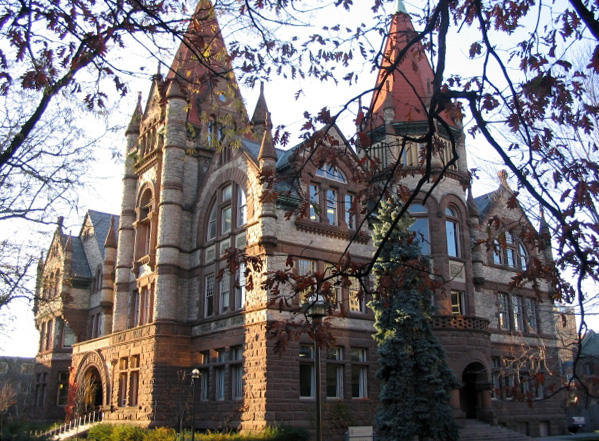
يُعد مبن أولد فيك Old Vic المبنى الرئيسي لكلية فيكتوريا، ويمثل نمطًا رومانسكيًا.

كانت جامعة تورنتو مؤسسة لامركزية تقاسم إدارتها الإدارة المركزية والكليات الأكاديمية. يتكون مجلس إدارتها من الإدارة المركزية ذات البرلمان الواحد، ويشرف على الشؤون الأكاديمية والتجارية والمؤسسية العامة. قبل عام 1971، كانت الجامعة تخضع لنظام برلماني ثنائي مؤلّف من مجلس المحافظين ومجلس الشيوخ الجامعي. عادةً ما يكون المستشار هو الحاكم العام لكندا السابق، أو نائب رئيس الوزراء أو دبلوماسي، وهو الرئيس الشرفي للجامعة. يُعيّن الرئيس من قِبَل المجلس كرئيس تنفيذي.

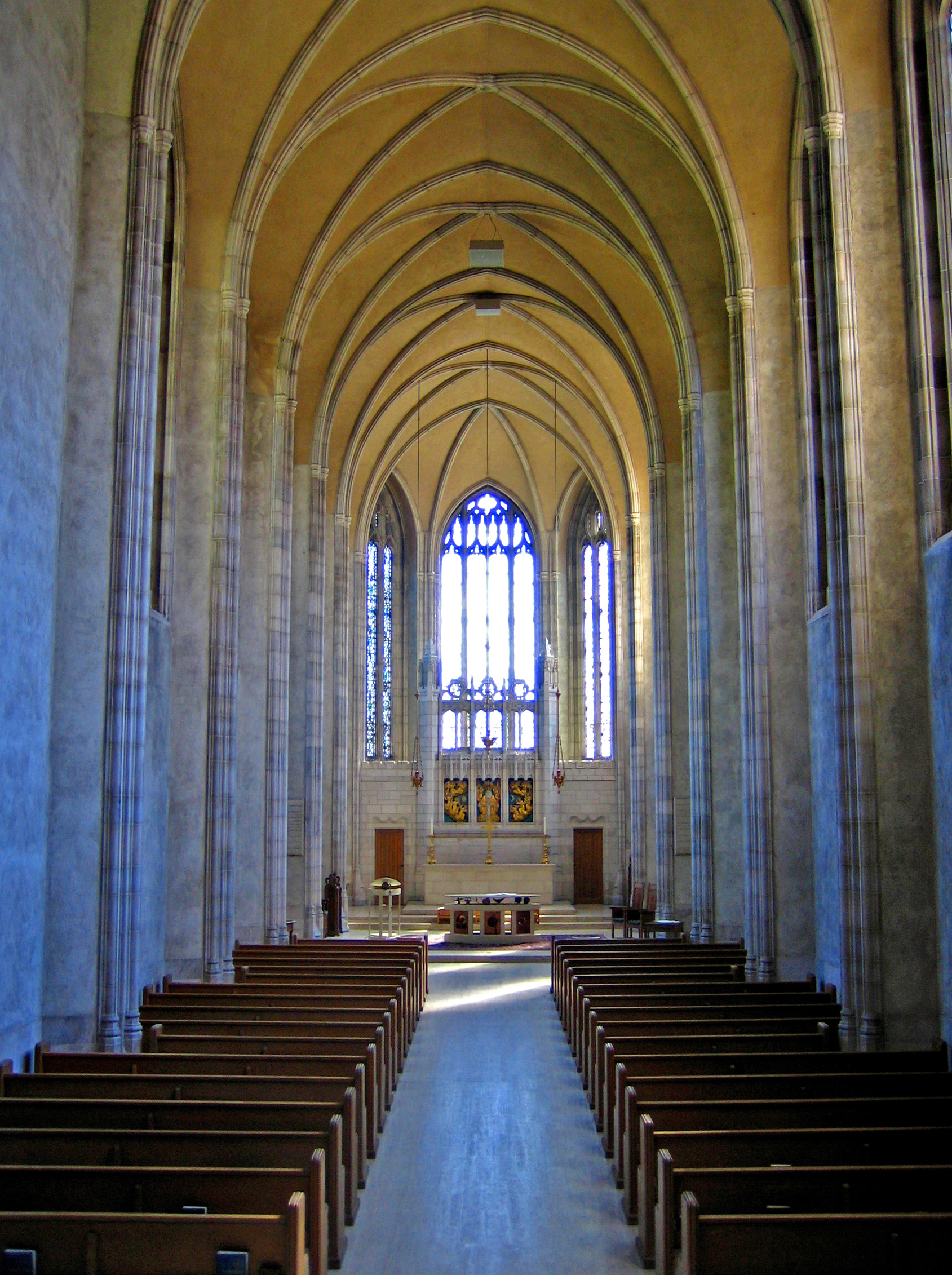
تعكس كلية الثالوث تراث الكلية الأنجليكانية.

على عكس معظم مؤسسات أمريكا الشمالية، تتكوّن إدارة جامعة تورنتو من نموذج يشبه إدارة جامعة كامبريدج وجامعة أكسفورد في بريطانيا. تتمتع الكليات بحكم ذاتي كبير على القبول، والمنح الدراسية، والبرامج وغيرها من الشؤون الأكاديمية والمالية، بالإضافة إلى السكن والمسؤوليات الاجتماعية للكليات السكنية النموذجية. ظهر هذا النظام في القرن التاسع عشر، حيث نظرت الكليات الكنسية إلى أشكال مختلفة من الاتحاد مع جامعة تورنتو لضمان استمراريتها. أدت الرغبة في الحفاظ على التقاليد الدينية في مؤسسة علمانية إلى النموذج الجامعي الفدرالي الذي جاء لتمييز الجامعة.
أُنشئت الكلية الجامعية التي تُعتبر كلية غير تثقيفية في عام 1853 بعد أن كانت الجامعة علمانية. شجّعت نوكس كولدج وهي مؤسسة مشيخية- وكلية ويكليف - وهي مدرسة دينية منخفضة - طلابهما للدراسة للحصول على درجات غير لاهوتية في الكلية الجامعية. وفي عام 1885، كوّنت الجامعتان علاقة رسمية مع جامعة تورنتو، وأصبحوا مدارس فيدرالية في عام 1890. واجهت فكرة الفيدرالية معارضة قوية في البداية في جامعة فيكتوريا، وهي مدرسة ميثودية في كوبورغ بأونتاريو، ولكن الحافز المالي في عام 1890 أقنع المدرسة بالانضمام. بعد عقود من وفاة جون ستراكان، دخلت الكلية اللاهوتية الأنجليكانية كلية الثالوث في عام 1904، وتبعتها كلية القديس ميخائيل في عام 1910، وهي كلية رومانية كاثوليكية أسسها آباء باسيليوس تحت ظلال الحرم الجامعي لكلية تورنتو. كانت جامعة ماكماستر وهي مدرسة معمودية انتقلت فيما بعد إلى هاميلتون، وكلية كوينز، وهي مدرسة مشيخية في كينغستون من بين المؤسسات التي اعتُبرت خاضعة لهذا الاتحاد الفيدرالي ولكنها بقيت مستقلة في نهاية المطاف.
شهدت حقبة ما بعد الحرب إنشاء كلية جديدة في عام 1962، وهي كلية إينيس في عام 1964 وكلية وودزورث في عام 1974، وكلها كليات غير طائفية. جنبًا إلى جنب مع كلية الجامعة، شكلت تلك الكليات الكليات التأسيسية للجامعة، والتي تم تأسيسها وتمويلها من قبل الإدارة المركزية وبالتالي. تأسست كلية ماسي في عام 1963 من قبل مؤسسة ماسي ككلية حصرية لطلاب الدراسات العليا. كما التحقت كلية ريجيس - وهي مدرسة لاهوتية - بهذا الاتحاد الجامعي في عام 1979.
وعلى النقيض من الكليات التأسيسية، استمرت كليات نوكس، وماسي، وريجيس، وسانت ميشيل، وكلية الثالوث، وفيكتوريا وويكليف في الوجود ككيانات مستقلة قانونيًا، يمتلك كل منها وقف مالي منفصل. في الوقت الذي يستمر فيه كلية القديس ميخائيل، وكلية الثالوث وكلية فيكتوريا في التعرف على انتماءاتهم الدينية وتراثهم، فقد اعتمدوا منذ ذلك الحين سياسات علمانية للالتحاق والتدريس في مواضيع غير لاهوتية. كان لدى بعض تلك الكليات ذات مرة على الأقل مجمعات خاصة بها: مثل كلية إيمانويل التابعة لكلية فكتوريا وكلية سانت هيلدا كجزء من كلية الثالوث، وكلية سانت جوزيف كجزء من جامعة القديس ميخائيل حتى تم حلها في عام 2006. كما كانت كلية إوارت موجودة كجامعة تابعة حتى عام 1991 حتى دُمجت مع كلية نوكس. تمنح درجات علم اللاهوت للدراسات العليا من كليات نوكس وريجيس وويكليف، إلى جانب كليات الإلهام في إيمانويل وسانت مايكل والثالوث، بما في ذلك الدرجات المشتركة مع الجامعة من خلال مدرسة تورنتو للاهوت.

## الكليات الأكاديمية

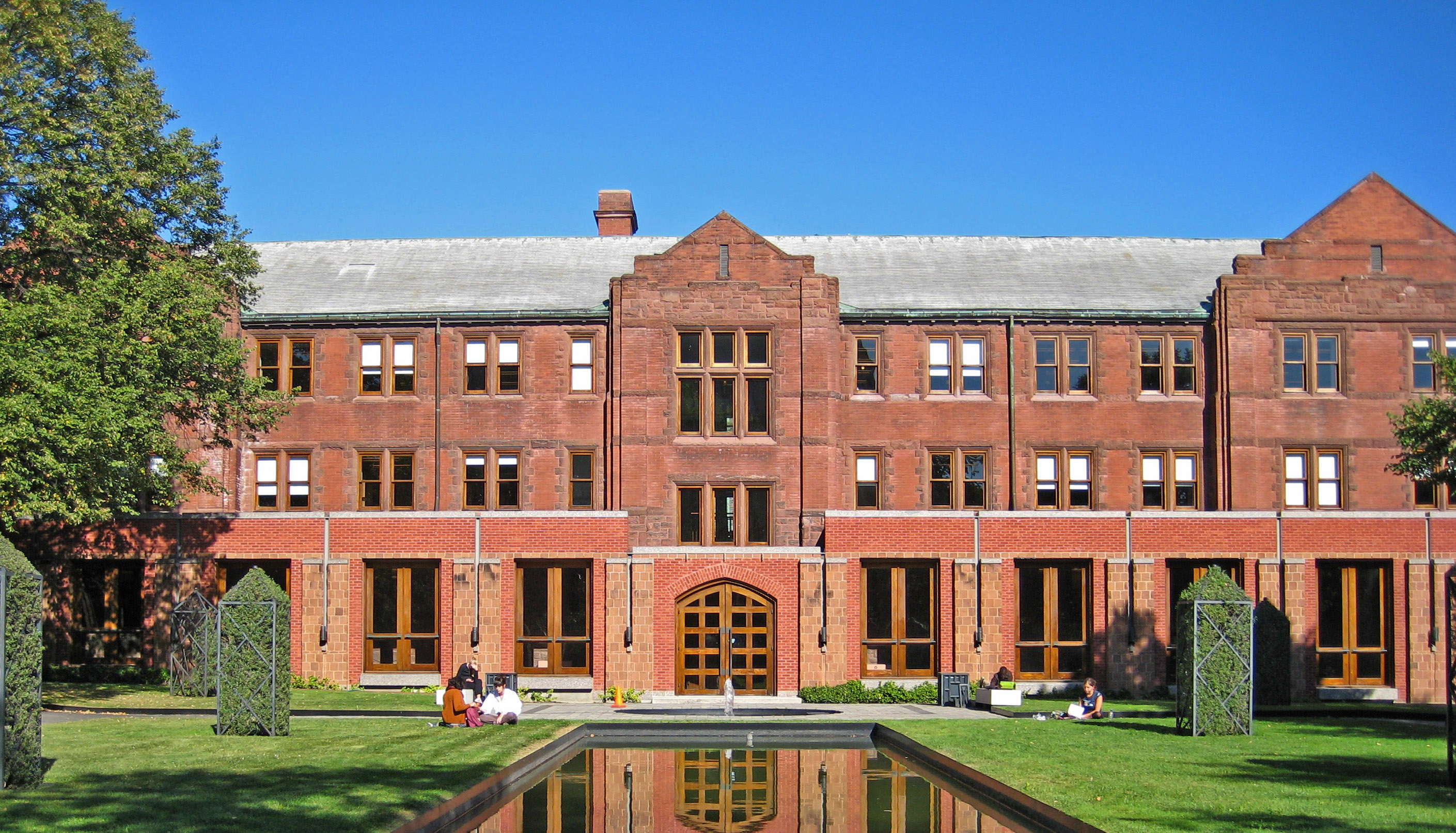
تضم مدرسة مونك التابعة للشؤون العالمية برامج ومعاهد بحثية للعلاقات الدولية.

كلية الآداب والعلوم هي الكلية الرئيسية في الجامعة، وتدير معظم الدورات في نظام الكليات. في حين أن الكليات ليست مسؤولة مسؤولية كاملة عن واجبات التدريس، إلا أن معظمها يضم برامج أكاديمية متخصصة تقدم سلسلة محاضرات. من بين مواضيع أخرى، ترتبط كلية الثالوث ببرامج في العلاقات الدولية، وكذلك كلية الجامعة مع الدراسات الكندية، وكلية فيكتوريا مع دراسات عصر النهضة، وكلية اينيس مع دراسات الأفلام والدراسات الحضرية، وكلية نيوكولدج مع دراسات النوع الاجتماعي، وكلية وودسوورث مع العلاقات الصناعية وكلية سانت ميشيل مع دراسات القرون الوسطى. تدرس الكلية التجارة بالتعاون مع مدرسة روتمان للإدارة. كلية العلوم التطبيقية والهندسة هي الكلية الرئيسية الأخرى لطلاب الدراسات العليا.
تعتبر جامعة تورنتو مهد مدرسة فكرية ذات نفوذ حول نظرية الاتصالات والنقد الأدبي، والمعروفة باسم مدرسة تورنتو. وُصفت الجامعة بأنها خلقت نظرية أولوية للتواصل في هيكلة الثقافات البشرية وهيكلة العقل البشري، متمثلةً في أعمال إيريك إيه. هافلوك وهارولد إينيس وما تلاها من مساهمات ادموند سنو كاربنتر، ونورثروب فراي ومارشال ماكلوهان. ومنذ عام 1963، حمل برنامج ماكلوهان للثقافة والتكنولوجيا في كلية الإعلام مسؤولية التعليم والتدريس في جامعة تورنتو.

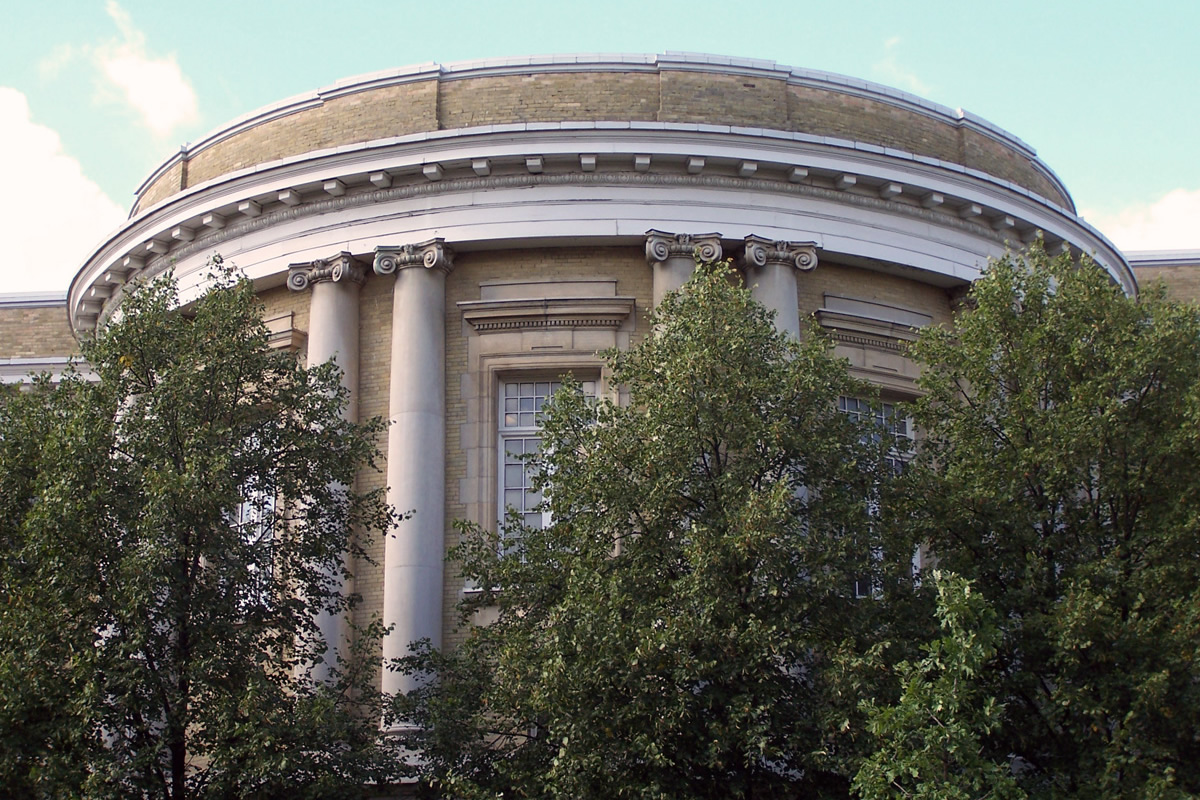
يحتوي مبنى ستانفورد فليمنغ على مكاتب لكلية العلوم والهندسة التطبيقية.

يحتوي مبنى ستانفورد فليمنغ على مكاتب لكلية العلوم والهندسة التطبيقية.يوجد العديد من الأعمال البارزة في الفنون والعلوم الإنسانية في الجامعة، بما في ذلك قاموس السيرة الذاتية الكندية منذ عام 1959 والأعمال التي جمعها دسيدريوس إراسموس منذ عام 1969. تجمع سجلات الدراما الإنجليزية المبكرة وتحرر الأدلة الوثائقية الباقية للفنون الدرامية في إنجلترا قبل التطهيرية، بينما يجمع قاموس اللغة الإنجليزية القديمة المفردات المبكرة للغة الإنجليزية من الفترة الأنجلو ساكسونية.
تشمل مدرسة مونك للشؤون العالمية برامج ومناهج الجامعة المختلفة في الشؤون الدولية والسياسة الخارجية. ومع اشتداد الحرب الباردة، تطور برنامج الدراسات السلافية في تورنتو إلى مؤسسة مهمة في السياسة والاقتصاد السوفييتيين، بتمويل من مؤسسة روكفيلر ومؤسسة فورد ومؤسسة ميلون. تعد مدرسة مونك أيضًا مقرًا لمجموعة البحوث العشرين، التي تقوم برصد وتحليل مستقل لمجموعة العشرين، ومختبر سيتيزين لاب الذي يجري أبحاثًا حول الرقابة على الإنترنت كمؤسس مشترك مع مبادرة إنترنت مفتوح. تمتلك الجامعة مكاتب دولية في برلين وهونغ كونغ وسيينا.
مدرسة دالا لانا للصحة العامة هي إحدى كليات جامعة تورنتو التي بدأت كواحدة من مدارس مؤسسة روكفيلر للصحة العامة في عام 1927. مرت المدرسة بنهضة دراماتيكية بعد أزمة السارس عام 2003، وتعتبر الآن أكبر مدرسة للصحة العامة في كندا مع أكثر من 750 من أعضاء هيئة التدريس و800 طالب وشراكات الأبحاث والتدريب مع المؤسسات في جميع أنحاء تورونتو والعالم. تتلقى مدرسة دالان أكثر من 39 مليون دولار من التمويل البحثي في السنة، وتدعم المدرسة بحوث الصحة العالمية، وتأثيرات التبغ على الصحة، والأمراض المهنية والعجز، وتلوث الهواء، والمدينة الداخلية، والصحة القطبية، والعديد من القضايا الملحة الأخرى في صحة السكان.
تضم كلية طب جامعة تورنتو شبكة من عشرة مستشفيات تعليمية تقدم العلاج الطبي والبحوث والخدمات الاستشارية للمرضى والعملاء من كندا والخارج. تعتبركلية الطب كعضو أساسي في شبكة الصحة الجامعية، وهي اتحاد متخصص في مستشفى تورونتو العام ومركز الأميرة مارغريت للسرطان ومستشفى تورنتو ويسترن ومعهد تورونتو لإعادة التأهيل. يتمتع الأطباء في المعاهد الطبية يتعيينات مشتركة لأعضاء هيئة التدريس والإشراف في أقسام الجامعة. طورت مدرسة روتمان للإدارة نظام ومنهجية التفكير التكاملي الذي تقوم المدرسة على أساس منهجها.
تأسّست كلية القانون في عام 1887 على التعاليم الرسمية للفنون الليبرالية ونظرية القانون ثم اعتبرت غير تقليدية، ولكنها ساهمت بشكل تدريجي في تحويل نظام التعليم القانوني في البلاد بعيدًا عن نموذج التلمذة الذي ساد حتى منتصف القرن العشرين. يعتبر معهد أونتاريو للدراسات التربوية أحد كليات تأهيل المعلمين التابعة للجامعة، والمرتبطة بمدرستي المختبرات، ومعهد دراسة الطفل ومدرسة جامعة تورونتو، وآخرها مدرسة ثانوية خاصة تديرها الجامعة. وتشمل المعاهد المستقلة في الجامعة المعهد الكندي للفيزياء الفلكية النظرية والمعهد البابوي لدراسات العصور الوسطى ومعهد الحقول.

### المكتبة والمجموعات

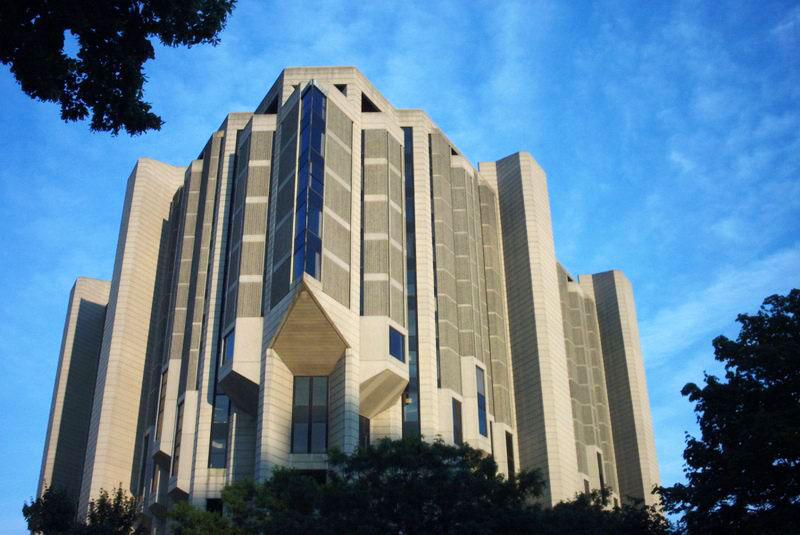
تضم مكتبة روبارتس مكتبة الجامعة الرئيسية للعلوم الإنسانية والعلوم الاجتماعية.

تعد مكتبات جامعة تورونتو هي ثالث أكبر مكتبة أكاديمية في أمريكا الشمالية بعد جامعتي هارفارد وييل وفقًا لعدد المجلدات التي تم الاحتفاظ بها. وتشمل المجموعات أكثر من عشرة ملايين مجلد من المجلدات المرقمة، و5.4 ملايين ميكروفيلم، و70000 عنوان تسلسلي، ومليون خريطة، وأفلام، ورسوم بيانية وتسجيلات صوتية. تحتوي أكبر المكتبات، وهي مكتبة روبارتس، على حوالي خمسة ملايين مجلد مرتبط تشكل المجموعة الرئيسية للإنسانيات والعلوم الاجتماعية. تشكل مكتبة توماس فيشر للكتب النادرة واحدة من أكبر مستودعات الكتب النادرة التي يمكن الوصول إليها والمخطوطات. وتتراوح مجموعاتها من البرديات المصرية القديمة إلى الليبريتو، وتشمل مواضيع الأدب البريطانية والغربية والأدب الكندي، وأرسطو، وداروين، والحرب الأهلية الإسبانية وتاريخ العلوم وتاريخ الطب وتاريخ كندا وتاريخ الكتب. تنتشر معظم الحيازات المتبقية في مكتبات الإدارات والهيئات، بالإضافة إلى حوالي 1.3 مليون مجلد مقيدة تملكها الكليات. وقد تعاونت الجامعة مع أرشيف الإنترنت منذ عام 2005 في رقمنة بعض مقتنيات المكتبة الخاصة بها.
يضم مركز جامعة تورونتو للفنون داخل الكلية الجامعية ثلاث مجموعات فنية كبيرة. تمثل مجموعة ماكلوف في المقام الأول للمسيحية المبكرة والتماثيل البيزنطية، والبرونز، والأثاث، والأيقونات والأشياء اللوثرية. كما تحتوي أيضًا على الأواني الزجاجية والنقوش الحجرية من العصر اليوناني الروماني، ورسم آدم وحواء للوكاس كراناخ الأكب بتاريخ 1538. تتميز مجموعة جامعة تورونتو بالفن الكندي المعاصر، في حين تضم مجموعة كلية كوليدج للفنون أعمالًا مهمة لفناني المناظر الطبيعية في مجموعة السبع وفن التصوير الطبيعي في القرن التاسع عشر.

### سمعة الجامعة
يضع ترتيب الجامعات حسب الأداء الأكاديمي جامعة تورنتو في المركز ثاني لأدائها البحثي. تصنف جامعة نيويورك تايمز للتعليم العالي في عام 2016 جامعة تورونتو في المرتبة 22 عالميًا والأولى في كندا، في حين يضع تصنيف الجامعات العالمية QS لعام 2017 الجامعة في المركز ال 31 في العالم والأولى في كندا. في التصنيف الأكاديمي للجامعات العالمية لعام 2014، احتلت جامعة تورنتو المرتبة 24 في العالم والأول في كندا. وقد احتلت المركز 25 على مستوى العالم في تقرير عام 2012 الذي جمعه استعراض الموارد البشرية والعمل حول أداء الخريجين، والمركز الـ 9 في جميع أنحاء العالم في تصنيف الأداء للأوراق العلمية للجامعات العالمية لعام 2010، والمركز الـ 14 في تصنيف الجامعات عالية التأثير، والمركز الرابع عشر في استطلاع نيويورك تايمز للتوظيف في عام 2013، والثاني عالميًا في ترتيب الجامعات حسب الأداء الأكاديمي للفترة 2014-2015. وفي عام 2011، حصلت الجامعة على درجة A- للاستدامة البيئية من معهد الأوقاف المستدامة. كما احتلت الجامعة المرتبة الأولى بين جامعات الأبحاث الكندية في التصنيف السنوي من قبل مؤسسة انفوريسورس للأبحاث منذ عام 2001. وفي عام 2011، صُنّفت جامعة تورنتو من قبل مجلة نيوزويك باعتبارها واحدة من أكبر ثلاث مدارس خارج الولايات المتحدة. وفي عام 2016، صُنّفت أيضًا في المرتبة الحادية والعشرون في العالم حسب تصنيف أفضل الجامعات العالمية في الولايات المتحدة للأخبار والتقارير العالمية.
صُنّفت جامعة تورونتو كأكبر جامعة للطب في البلاد في مجلة ماكلين لمدة 11 سنة متتالية بين عامي 1994 و 2004. ومنذ عام 2009، انضمت إلى 22 مؤسسة وطنية أخرى في حجب البيانات من المجلة، مشيرة إلى استمرار المخاوف بشأن المنهجية. وفي عام 2013، صُنّفت كلية الحقوق في جامعة تورنتو كأعلى كلية للحقوق في كندا من قِبَل مجلة ماكلين للعام السابع على التوالي.
وفقًا لمجلة بيزنس إنسايدر، فقد صُنّفت جامعة تورنتو كواحدة ضمن أفضل 50 مدرسة أو جامعات هندسية في العالم واحتلت المرتبة الثانية في كندا.

## الأبحاث

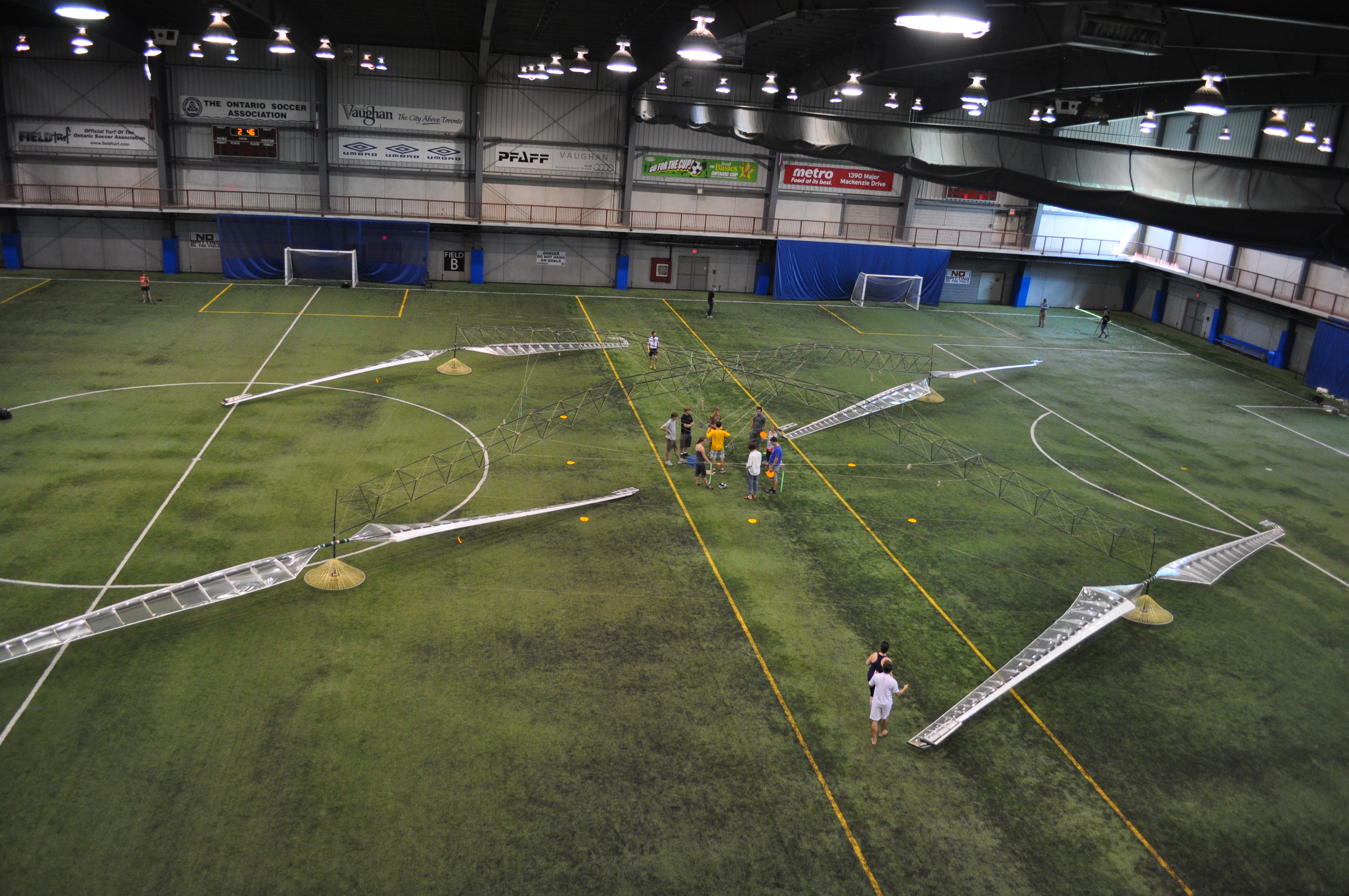
فريق أطلس AeroVelo، الذي كان أول من فاز في مسابقة إيغور 1 لتطوير الهليكوبتر عام 2013

منذ عام 1926، كانت جامعة تورنتو عضوًا في رابطة الجامعات الأمريكية، وهو اتحاد يضم جامعات الأبحاث الرائدة في أمريكا الشمالية. تدير الجامعة إلى حد بعيد أكبر ميزانية بحث سنوية لأي جامعة في كندا، مع نفقات مالية مباشرة بقيمة 878 مليون دولار في عام 2010. كانت الحكومة الفدرالية هي أكبر مصدر للتمويل مع بعض المنح المقدمة من معاهد البحوث الصحية الكندية، ومجلس بحوث العلوم الطبيعية والهندسية ومجلس بحوث العلوم الاجتماعية والإنسانية، وهو ما يمثل حوالي ثلث ميزانية البحث. جاء حوالي ثمانية في المئة من التمويل البحثي من الشركات التي كان معظمها في قطاع الرعاية الصحية.
بُني أول مجهر إلكتروني عملي من قبل قسم الفيزياء في جامعة تورنتو في عام 1938. وخلال الحرب العالمية الثانية، طورت الجامعة رداء جي، وهي ملابس منقذة للحياة يرتديها طيارو الطائرات المقاتلة من الحلفاء، والتي تم تبنيها لاحقًا ليستخدمها رواد الفضاء. كما حسّن تطوير تقنية الأشعة تحت الحمراء بالجامعة تحليلات سلوكيات الطاقة في التفاعلات الكيميائية. وفي عام 1963، اكتُشف كويكب 2104 تورنتو في مرصد ديفيد دنلاب في ريتشموند هيل وسُمّي باسم الجامعة. وفي عام 1972، أدت الدراسات على الثقب الأسود الدجاجة X-1 إلى نشر أول دليل للرصد يثبت وجود الثقوب السوداء. اكتشف علماء الفلك في تورنتو أيضًا أقمار أورانوس كاليبان وسيكوراكس، والمجرات القزمة لأندروميدا I، وأندروميدا II وأندروميدا III، والمستعر الأعظم 1987A. قامت الجامعة بتصميم وبناء UTEC، وهو واحد من أوائل الحواسيب العاملة في العالم، وبعد ذلك اشترت فرويت، وهو ثاني كمبيوتر تجاري بعد UNIVAC I.

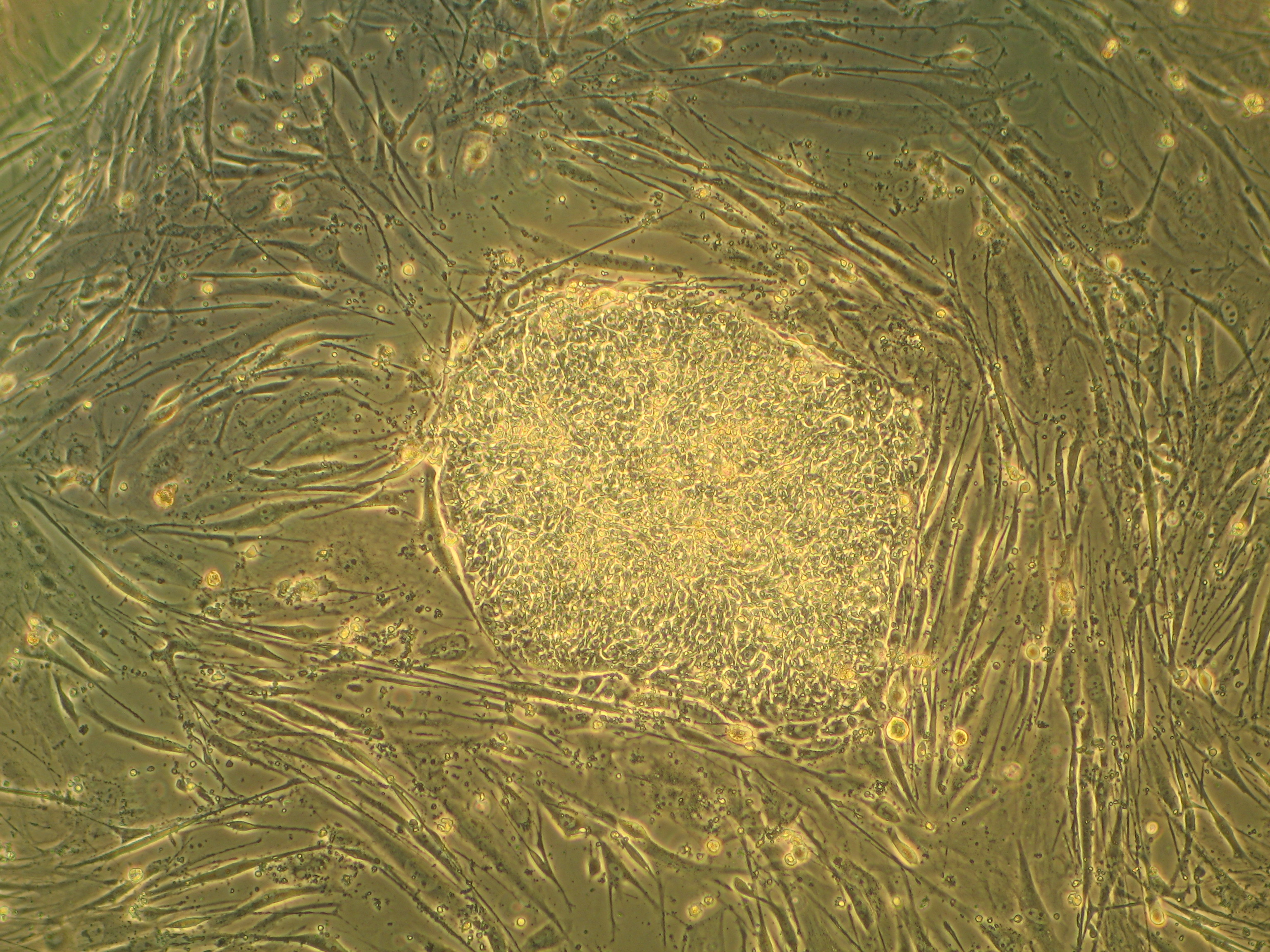
اكتشاف الخلايا الجذعية على يد ماكولوتش وتيل. اعتُبر الاكتشاف أساس كل أبحاث الخلايا الجذعية الحديثة.

كما طُوّرت تقنية اللمس المتعدد في جامعة تورنتو، مع العديد من تطبيقات الأجهزة المحمولة. طُوّر فريق أطلس AeroVelo، الذي كان أول من فاز في مسابقة إيغور 1 لتطوير الهليكوبتر عام 2013، على يد فريق طلاب الجامعة والخريجين وتم اختباره في فاوجان بأونتاريو.

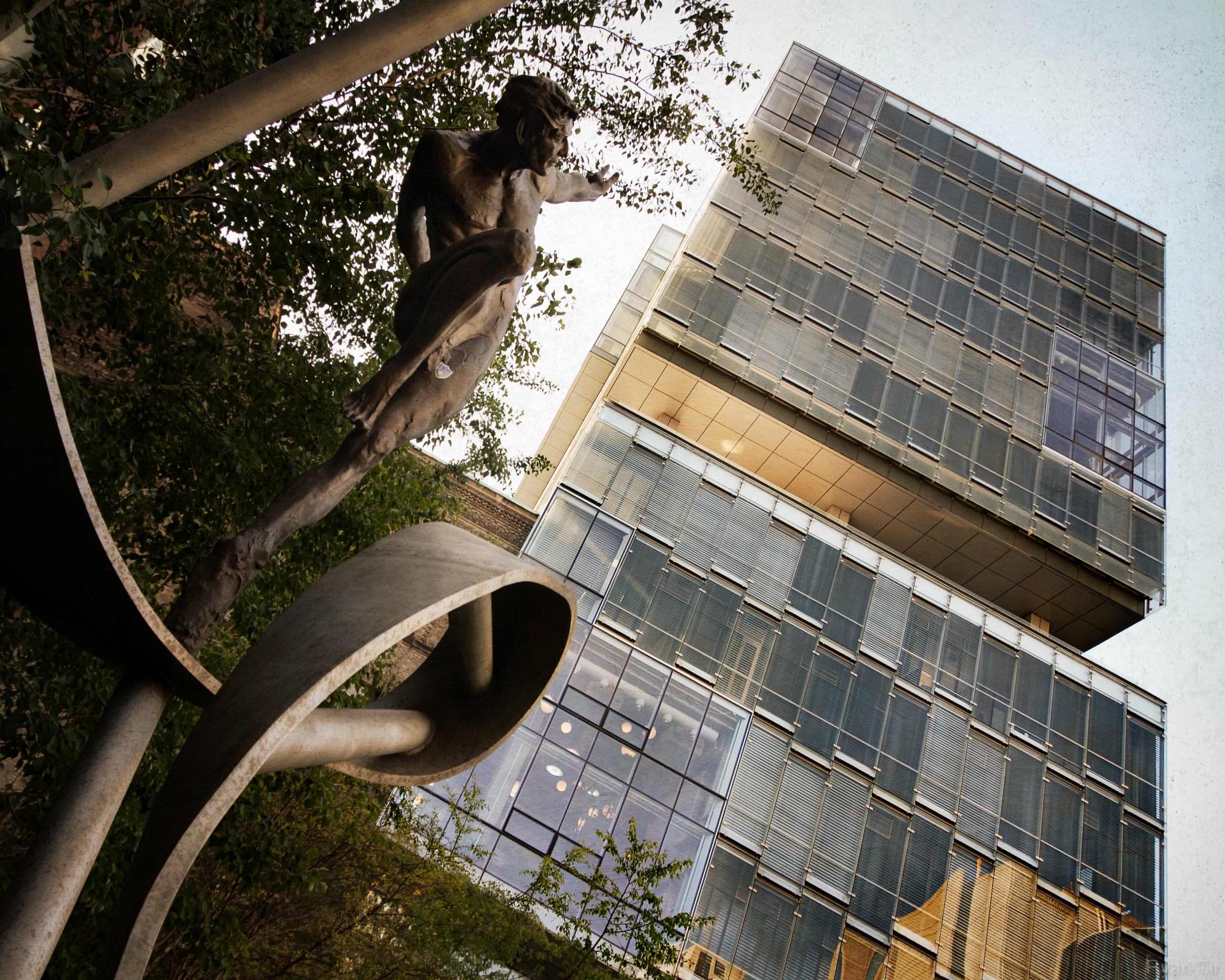
مركز دونلي هو جزء من منطقة ديسكفري، وهي واحدة من أكبر مجموعات أبحاث التكنولوجيا الحيوية في العالم.

يعتبر اكتشاف الإنسولين في جامعة تورنتو عام 1921 من أهم الأحداث في تاريخ الطب. كما اكتُشفت الخلايا الجذعية في الجامعة في عام 1963، لتشكل الأساس لزرع نخاع العظم وجميع الأبحاث اللاحقة على الخلايا الجذعية البالغة والخلايا الجذعية الجنينية. كان هذا أول اكتشاف تبعته اكتشافات عديدة تتعلق بالخلايا الجذعية في جامعة تورنتو، بما في ذلك التعرف على الخلايا الجذعية للبنكرياس والشبكية.. تم تحديد الخلية الجذعية السرطانية لأول مرة في عام 1997 من قبل الباحثين في تورنتو، الذين وجدوا منذ ذلك الحين ارتباطات الخلايا الجذعية في سرطان الدم وأورام المخ وسرطان القولون والمستقيم. تتضمن الاختراعات الطبية التي تم تطويرها في تورنتو المؤشر الجلايسيمي، وحبوب الرضع، واستخدام انخفاض الحرارة الوقائي في جراحة القلب المفتوح وأول جهاز اصطناعي لتنظيم ضربات القلب القلبي. أُجريت أول عملية ناجحة لزرع رئة واحدة في تورنتو في عام 1981، تلتها أول عملية زرع عصب في عام 1988، وأول عملية زرع رئتين في عام 1989. حدد الباحثون عامل النضج الذي يعزز ينظم الانقسام الخلوي، واكتشفوا مستقبل خلية تي الذي يستثير استجابات الجهاز المناعي. يرجع الفضل في الجامعة إلى عزل الجينات التي تسبب أنيميا فانكوني والتليف الكيسي ومرض ألزهايمر مبكر البدء من بين العديد من الأمراض الأخرى. وبين عامي 1914 و1972، قامت الجامعة بتشغيل مختبرات كونوت للأبحاث الطبية سانوفي، وهي الآن جزء من شركة الأدوية سانوفي أفنتيس. كان تطوير الفصل الكهربائي الهلامي من بين الأبحاث التي أُجريت في المختبر.
تعتبر جامعة تورنتو هي الحضور البحثي الرئيسي الذي يدعم واحدة من أكبر الشركات العالمية في مجال التكنولوجيا الحيوية. يقيم أكثر من 5000 باحث رئيسي في حدود 2 كيلومتر (1.2 ميل) من أراضي الجامعة في منطقة ديسكفري في تورنتو، ويقومون بإجراء ما تصل قيمته إلى مليار دولار من الأبحاث الطبية سنويًا. ديسكفري ديستريكت هي حديقة أبحاث تخدم المؤسسات التجارية ومشاريع نقل التكنولوجيا في الجامعة. وفي عام 2008، كشفت الجامعة عن 159 اختراعًا ولديها 114 شركة ناشئة نشطة. تحتوي شركة سي نت كونسورتيوم أقوى حاسوب فائق في كندا.

## الألعاب الرياضية
تمثل الفرق الرياضية الـ 43 التابعة لجامعة فارسيتي بلوز الجامعة في مسابقات بين الكليات. الفريقان الرئيسيان اللذان شارك فيهما بلوز هما يو سبورتس (المعروفة سابقا باسم رابطة ما بين الجامعات للرياضة الكندية للمسابقات الوطنية ورابطة جامعة أونتاريو لألعاب القوى على مستوى المقاطعات. لم يُستخدم اللقب الرياضي لجامعة فارسيتي بلوز باستمرار حتى الثلاثينيات. في السابق، كانت المراجع مثل فارسيتي، والأزرق الكبير، والأزرق والأبيض وذا فارسيتي بلو تُستخدم أيضًا بالتبادل. عادةً ما يلعب الأزرق والأبيض ويتغنون في الألعاب الرياضية كأغنية قتالية.

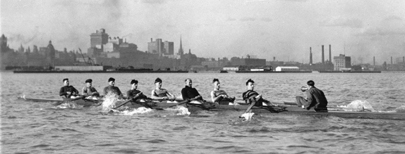
يتدرب نادي جامعة تورونتو للتجديف في تورنتو هاربور للمشاركة في الألعاب الأولمبية الصيفية لعام 1924. فاز الفريق بالفضية لكندا.

ينبع أصل كرة القدم في أمريكا الشمالية في جامعة تورنتو، حيث كانت أول لعبة كرة قدم موثقة في الكلية الجامعية في 9 نوفمبر، 1861. لعب الأزرق الكبير أول مباراة لكرة القدم بين الكليات في عام 1877 ضد جامعة ميشيغان في مباراة انتهت بالتعادل السلبي. منذ أن بدأت المواسم بين الكليات في عام 1898، فاز الأزرق الكبير بأربع بطولات وكأسين من بطولة فنير وكأس ياتس 25، بما في ذلك البطولات الافتتاحية للبطولات الثلاث. ومع ذلك، فإن فريق كرة القدم قد أصيب بتدهور قاسٍ بعد آخر بطولة له في عام 1993. ومن عام 2001 حتى عام 2008، عانى الفريق من أطول سلسلة هزائم في تاريخ الجامعة الكندي، وسجل 49 مباراة متتالية دون فوز. سبق ذلك انتصار واحد في عام 2001 أنهى سلسلة تكونت من 18 خسارة متتالية. كان موقع ملعب فارسيتي بمثابة الملعب الرئيسي لبرامج كرة القدم وكرة القدم فارسيتي بلوز منذ عام 1898. كما كان بمثابة مكان للرماية خلال دورة الألعاب الأمريكية عام 2015.
في عام 1891، ترك فريق هوكي الجليد للرجال في فارسيتي بلوز العديد من الموروثات في مشاهد الهوكي الوطنية والمهنية والدولية. لعب كون سميث للبلوز كمركز خلال سنواته الجامعية، وكان مدرب الأزرق الكبير من عام 1923 إلى عام 1926. عندما تولى سميث إدارة شركة تورونتو ميبل ليفس في عام 1927، تبنّى فريقه الجديد تصميم سترة الأزرق والأبيض المألوف في فارسيتي بلوز. نافس البلوز في رياضة الهوكي في دورة الألعاب الأولمبية الشتوية عام 1928 وحصدوا الميدالية الذهبية في كندا. وفي دورة الألعاب الاولمبية الشتوية عام 1980، عمل توم وات مدرب بلوز كمدرب مساعد لفريق الهوكي الكندي الذي كان فيه ستة لاعبين من خريجي جامعة فارو. فاز البلوز بلقب الهوكي الوطني في كأس جامعة U الرياضية عشرة مرات، آخر مرة في عام 1984. كانت فارسيتي أرينا المقر الدائم لبرامج هوكي الجليد بلوز منذ افتتاحها في عام 1926. وبالنسبة لكرة السلة للرجال، فازت جامعة فارسيتي بلوز بعشرة ألقاب، بما في ذلك البطولة الافتتاحية في عام 1909، لكنها لم تفز بأي لقب وطني. وفي السباحة، حصد فريق الرجال البطولة الوطنية 16 مرة منذ عام 1964، في حين حصد فريق السيدات اللقب 14 مرة منذ عام 1970. أُنشأ نادي جامعة تورونتو للتجديف في عام 1897، ويعتبر أقدم نادي للتجديف في كندا. حصل نادي التجديف على الميدالية الفضية في دورة الألعاب الأولمبية الصيفية لعام 1924، ليحتل المركز الثاني بعد جامعة ييل. 150

## الثقافة والحياة الجامعية

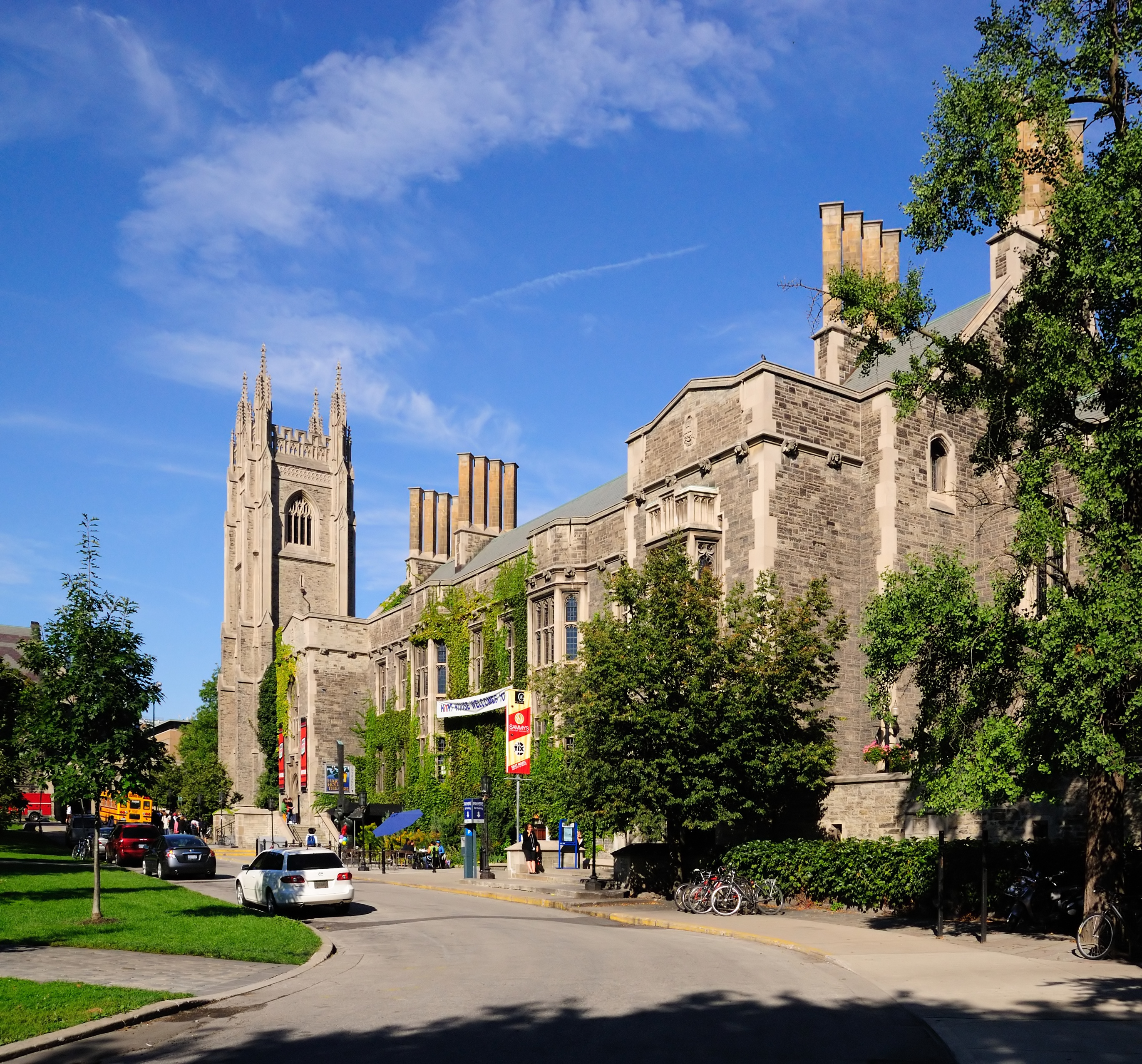
حضرت أجيال من الطلاب الخطب والمناظرات والحفلات الموسيقية في هارت هاوس.

في قلب الحياة الاجتماعية والثقافية والترفيهية في جامعة تورنتو، يقع مركز هارت هاوس، وهو مركز نشاط طلابي مبني على طراز العمارة القوطية الحديثة صممه الخبير الفيزيائي فينسنت ماسي وسمي باسم جده هارت. افتُتح المركز في عام 1919، أنشأ المجمع روح الطائفية في الجامعة وطلابها الذين كانوا في ذلك الوقت إلى حد كبير داخل كلياتهم الخاصة في إطار نظام جامعي لامركزي. يمكن للطالب في مركز هارت هاوس أن يقرأ في المكتبة، وأن يتناول الطعام بشكل غير رسمي أو رسمي، وبحلاقة شعره، وبزيارة المعرض الفني، أو مشاهدة مسرحية في المسرح، أو الاستماع إلى حفلة موسيقية، أو المشاهدة أو المشاركة في المناظرات، أو لعب البلياردو، أو الذهاب للسباحة، كل ذلك تحت سقف واحد وفي غضون يوم واحد. يعتبر هذا المركز ذو الوظائف المتنوعة نتيجة لجهد متعمد لخلق تجربة تعليمية شاملة كأحد أهداف المؤسسين. كان نموذج مركز هارت هاوس مؤثراً في تخطيط مراكز الطلاب في الجامعات الأخرى، ولا سيما قاعة ويلارد ستريت في جامعة كورنيل.
يشبه مركز هارت هاوس بعض الجوانب التقليدية لتمثيل الطلاب من خلال دعمه المالي للأندية الطلابية، ولجانه الدائمة ومجلس الحكام الذين يتكون معظمهم من طلاب المرحلة الجامعية. ومع ذلك، يتألّف اتحاد الطلاب الرئيسي في القضايا الإدارية والسياساتية من اتحاد طلاب جامعة تورونتو، ورابطة طلاب الدوام الجزئي واتحاد طلاب الدراسات العليا. كما توجد هيئات تمثيلية للطلاب في مختلف الكليات والكليات والأقسام الأكاديمية.
يوظف نادي هارت هاوس للمناظرات أسلوب مناظرة يجمع بين التأكيد الأمريكي على التحليل والاستخدام البريطاني للذكاء. وقد عملت مجتمعات النقاش الأصغر في كلية الثالوث، وجامعة فيكتوريا، كأرضية تدريب أولية للمشاركين الذين يتقدمون لاحقًا إلى هارت هاوس. فاز النادي ببطولة المناظرات العالمية للجامعات في عامي 1981 و2006. ويستضيف نموذج الأمم المتحدة في أمريكا الشمالية (NAMUN) مؤتمر الأمم المتحدة النموذجي السنوي في الحرم الجامعي، في حين تشارك جمعية الأمم المتحدة في مختلف مؤتمرات أمريكا الشمالية والدولية. استحوذ فريق الشطرنج في تورونتو على اللقب الأول ست مرات في بطولة الشطرنج لفرق أمريكا الشمالية. كما فاز فريق سباق الفورمولا ببطولة فورمولا لطلاب أوروبا في أعوام 2003 و2005 و2006.

### الحياة اليونانية
تعد جامعة تورنتو موطنًا لأول جمعية جماعية في كندا، زيتا بسي، التي كان قسم تورنتو نشطًا فيها منذ عام 1879. وتشمل فصول الأخوة الأخرى في جامعة تورنتو ألفا دلتا فاي، ألفا إبسيلون بي، ودلتا كابا إبسيلون، وسيغما تشي، ودلتا أبسيلون، وفاي دلتا ثيتا، وفاي كابا سيغما، وفيما جاما دلتا، وبسي أبسيلون، وبيتا ثيتا بي، وفاي كابا بي منذ عام 1858.

### المسرح والموسيقى

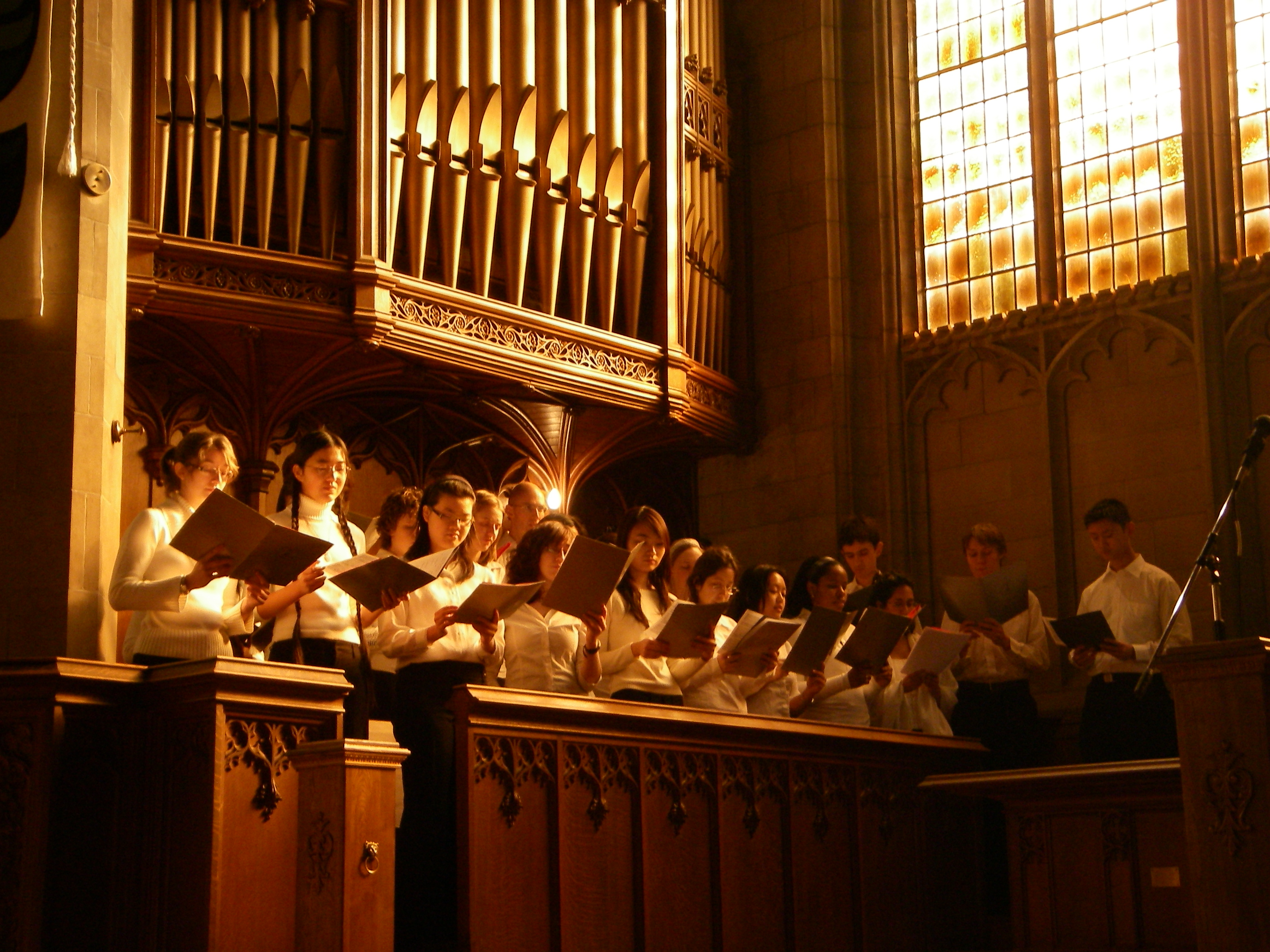
تملأ أشعة الشمس كنيسة جامعة نوكس خلال حفلة عيد الميلاد الخاصة بالكلية.

يُعدّ مسرح هارت هاوس مسرحًا للهواة من الطلاب بالجامعة، وينتج عادة أربع مسرحيات رئيسية في كل موسم.كما يُعدّ المسرح مسرحًا رائدًا في المسرح الكندي لعرضه حركة المسرح الصغير من أوروبا. وقد نمت العديد من المواهب الفنية تحت ظلال مسرح هارت هاوس، بما في ذلك دونالد ساذرلاند ولورن مايكلز وواين وشاستر وويليام هوت. كما عُيّن ثلاثة أعضاء من مجموعة الرسامين السبعة (هاريس، وليسمر وماكدونالد) في المسرح، وكان الملحن هيلي ويلان مديرًا للموسيقى لأربعة عشر إنتاجًا. كما يستضيف المسرح عروض متنوعة سنوية تديرها العديد من الشركات المسرحية الطلابية في الكليات والكليات الأكاديمية، وأبرزها هو عرض حماقات الكلية الجامعية، وسكول نايت من كلية الهندسة، ودافيديل من كلية الطب الذي وصل إلى عامه رقم مائة من الإنتاج في عام 2010-2011.
تشمل الفرق الموسيقية الرئيسية في هارت هاوس الأوركسترا وسلاسل الغرف، والجوقة، وجوقة الجاز، وفرقة الجاز والفرقة السمفونية. تؤدي فرقة الجاز في حفل توزيع جوائز أوسكار كفرقة موسيقية كبيرة وموسيقى الجاز الصوتية في ليالي الجمعة في صالة الفترة وبار قاعة هارت هاوس آربور. كما يعتبر حدث أوبن ستيدج هو الحدث الشهري المفتوح للمكفوفين الذي يضم المغنين، والمجلات الهزلية، والشعراء، ورواة القصص. كما تعتبر حفلة يوم الأحد The Sunday Concert هي أقدم سلسلة موسيقية في مركز هارت هاوس. ومنذ عام 1922، أجرى المسلسل أكثر من 600 حفلة موسيقية كلاسيكية في القاعة الكبرى، حضرها مجتمع الجامعة والجمهور العام. قد يقوم الجمهور أيضًا بحضور أحداث منتصف النهار التي تُعقد عند الظهيرة، عندما يتم عرض الحفلات الموسيقية قبل الظهور الرسمي لأول مرة.

### وسائل الإعلام الطلابية

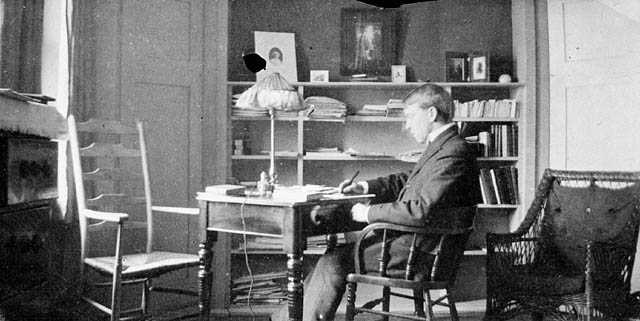
عمل وليام ليون ماكنزي كنغ في وسائل الإعلام الطلابية خلال سنواته الجامعية.

تعتبر ذا فارسيتي واحدة من أقدم الصحف التي يديرها الطلاب في كندا، إذ بدأت في النشر منذ عام 1880. كانت الصحيفة في الأصل ورقة عمل يومية، ولكنها اعتمدت منذ ذلك الحين صيغة مضغوطة. تُنشر الصحيفة الآن بشكل أسبوعي خلال فصلي الخريف والشتاء، وتُنشر على الإنترنت في فصل الصيف. تنشر مجلة هارت هاوس، وهي مجلة أدبية نثرًا، وشعرًا، وفنًا بصريًا بكتاب وفنانين كنديين ناشرين. ذا نيوزبيبر هي صحيفة مجتمعية مستقلة يديرها الطلاب، وتصدر أسبوعياً منذ عام 1978. كيوت إف إم هي محطة إذاعية جامعية في الحرم الجامعي، في حين يبث تلفزيون جامعة تورونتو المحتوى الذي ينتجه الطلاب. كما ينتج الطلاب في كل كلية أكاديمية مجموعة خاصة بهم من المجلات والمنشورات الإخبارية. كانت جامعة كالجاري ساحة تدريب مبكرة لأبرز الشخصيات مثل الصحفية ناعومي كلاين، والموسيقار الكوميدي بول شافير. تعتبر فيكتوريا أكتا فيكتورانا هي أقدم مجلة أدبية نشطة في كندا، وقدمت أولى شهادات النشر لشخصيات أدبية مثل مارغريت أتوود ونورثروب فراي.
ساهم أعضاء الصحافة الطلابية في قضايا الناشطين في العديد من المناسبات البارزة. وفي ذروة النقاش حول التعليم المختلط في عام 1880، نشرت جامعة فارسيتي مقالاً في عددها الافتتاحي الذي عبر عنه لصالح قبول النساء. وفي عام 1895، أوقفت الجامعة رئيسة تحرير الجامعة بسبب خرقها للعقد، بعد أن نشرت رسالة انتقدت بشدة إقالة الحكومة الإقليمية للأستاذ والتورط في الشؤون الأكاديمية. ثم وافق طلاب جامعة الكلية على اقتراح من عضو هيئة التدريس ورئيس الوزراء المستقبلي ويليام كينج لوقف محاضرات لمدة أسبوع. بعد أن قام رئيس الوزراء بيير ترودو بإلغاء تجريم المثلية الجنسية في جميع أنحاء كندا في عام 1969، وضع أحد مساعدي الأبحاث الطبية إعلانًا في المتطوعين الباحثين عن تأسيس أول جمعية جامعية محلية في كندا.

### مساكن الطلاب

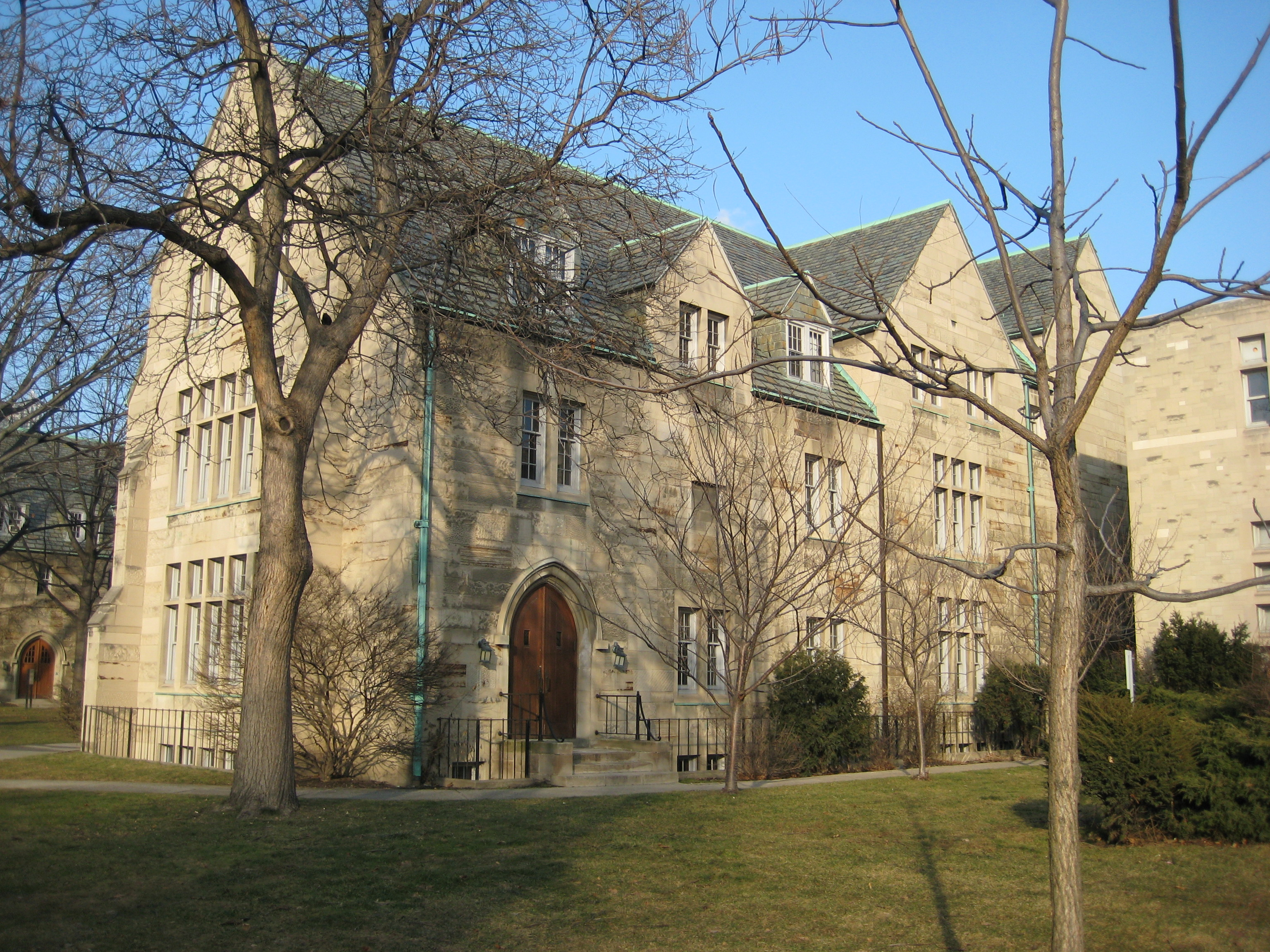
مبنى تيفي هاوس، وهي قاعة إقامة في كلية سانت ميشيل، وتعتبر موطن لطلاب السنة الأولى في المرحلة الجامعية.

تمتلك كل كلية في جامعة تورونتو مجموعتها الخاصة من المساكن الجامعية وقاعات الطعام مجمعة في منطقة مختلفة من الحرم الجامعي. تحتفظ كليات اينيس ونيو وسانت مايكل والثالوث والجامعة وفيكتوريا ووودزورث بمعظم مساكن الطلاب الجامعيين داخل كلية الآداب والعلوم، مع توفير جزء متاح للطلاب من كليات الدراسات العليا المهنية والعليا. تخصص كلية ماسي مكانًا حصرياً لطلاب الدراسات العليا، في حين تضم كليات نوكس وويكليف مساكن لطلاب الدراسات العليا في علم اللاهوت. كانت قاعة أنسلي في جامعة فيكتوريا، وهي أحد المواقع التاريخية الوطنية بكندا، أول سكن جامعي للنساء في كندا. بعد أن أصبحت كلية سانت هيلدا مختلطة في عام 2005، كان قاعة أنسلي وقاعة لوريتو في كلية سانت مايكل آخر قاعات للنساء في الجامعة.
وبما أن مساكن الحرم الجامعي تستوعب فقط 6400 طالب، تضمن الجامعة السكن للطلاب الجامعيين فقط في السنة الأولى من الدراسة في حين يُقيم معظم طلاب الصفوف العليا والدراسات العليا خارج الحرم الجامعي. تعتبر الأحياء المجاورة في الملحق وقرية هاربدورد مناطق استيطان شعبية لطلاب جامعة تورنتو، وتشكل جزءًا متميزًا في الحي الجامعي. وفي عام 2004، قامت الجامعة بشراء وتحويل فندق قريب إلى سكن للطلاب، الذي يضم طلابًا من جميع الكليات والكليات. كم يوجد هناك أيضًا العديد من دور الأخوة وتعاونيات الإسكان الطلابية ، حيث يدفع المستأجرون إيجارًا مخفضًا لتوليهم واجبات تنظيف المنازل.

### التركيبة السكانية لطلاب الجامعة
|                 | ما قبل التخرج | الخريجين |
| --------------- | ------------- | -------- |
| ذكر (جنس)       | 44.3%         | 44.2%    |
| أنثى            | 55.7%         | 55.8%    |
| التعليم في كندا | 82.1%         | 84.4%    |
| الطلاب الدوليين | 17.9%         | 15.6%    |

تشتهر جامعة تورنتو بالالتحاق العالي بالطلاب الدوليين. ففي عام 2016-17، كان 19.7 ٪ من الطلاب من خارج البلاد. تخطط الجامعة لزيادة معدل التسجيل الدولي لديها إلى 20.1٪ بحلول عام 2021-222. وفي عام 2017، كان عدد الطلاب الأجانب المسجلين في جامعة تورونتو أكثر من جميع المؤسسات الكندية الأخرى بعد الثانوية.
في عام 2001 - 2002، كانت النسبة الإجمالية بين الجنسين حوالي 57.1 ٪ من الإناث إلى 42.9 ٪ من الذكور للطلاب المسجلين، أو حوالي 15 من الذكور لكل 20 أنثى. وقد تحسنت هذه الفجوة بين الجنسين بشكل طفيف في السنوات الأخيرة إلى 55.8 في المائة من الإناث و44.2 في المائة من الذكور، أو نحو 16 من الذكور مقابل كل 20 أنثى في 2014-2015 (لم يُبلَّغ عن جنس غير ثنائي). أصبحت هذه الفجوة أكثر وضوحًا لمعدلات التخرج، مع 59 ٪ من الدرجات الممنوحة للإناث. تعتمد نسب الجنسين أيضًا على الالتحاق بالتخرج في المرحلة الجامعية مقابل الدراسات العليا، والقسم.
كان المتوسط العام لطلاب المدارس الثانوية لطلاب السنة الأولى حوالي 86 ٪ في خريف 2014. كما كان معدل الاحتفاظ 92.1 ٪.
في عام 2011-2012، التحق 40.3٪ من الطلاب في أقسام العلوم الاجتماعية والإنسانيات، وكان 23.9٪ منهم مسجلين في علم الأحياء والهندسة والرياضيات والعلوم الفيزيائية. بينما مثّل التعليم العام 14.7 ٪ من الالتحاق لجميع الطلاب الجامعيين. بلغ عدد الالتحاق للمهن الصحية 12.7 ٪، و5.8 ٪ للتعليم، و2.6 ٪ للفنون الجميلة.

## أشخاص مشهورون

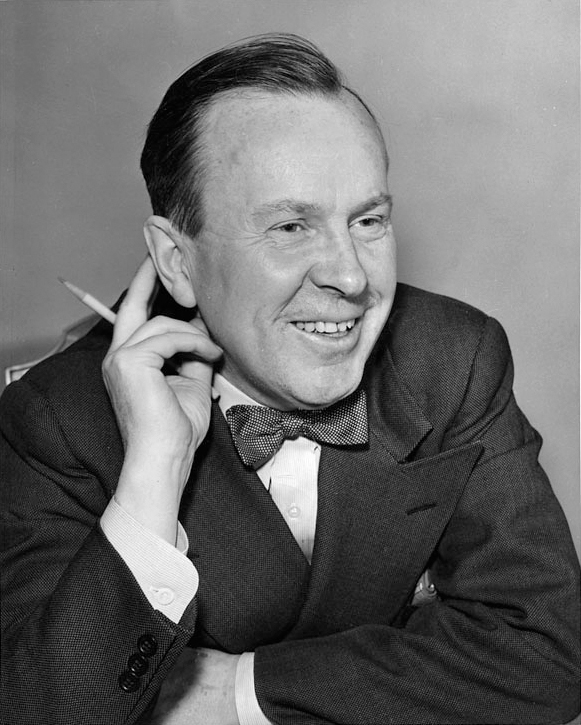
ليستر بولز بيرسون، رئيس وزراء كندا والفائز بجائزة نوبل للسلام في عام 1957
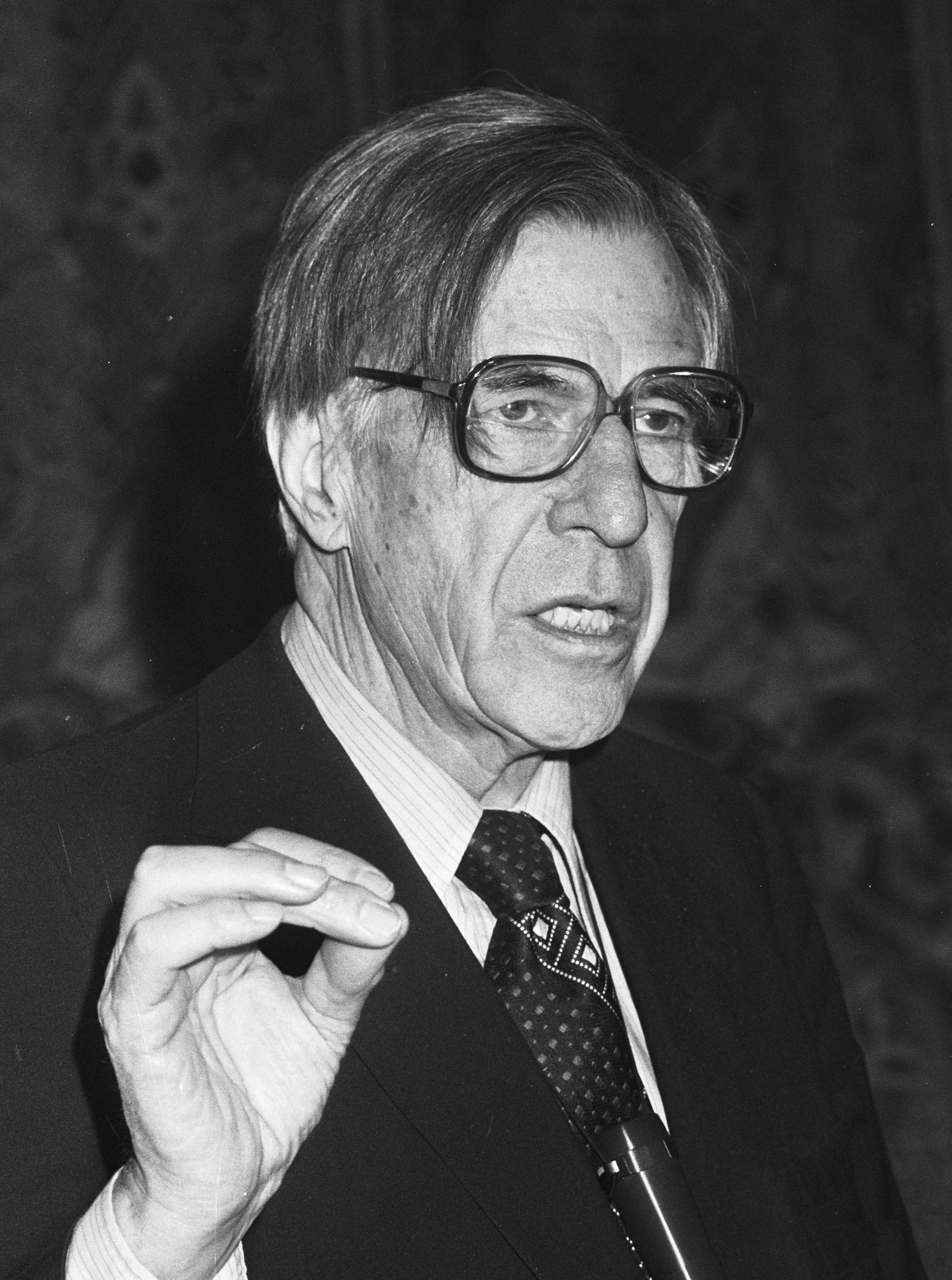
جون كينيث جالبرايث، الاقتصادي الشهير ورائد مناصر لليبرالية الأمريكية في القرن العشرين
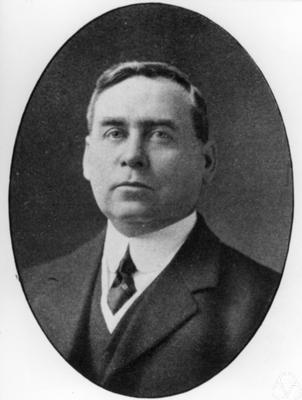
جون تشارلز فيلدز، عالم الرياضيات ومؤسس ميدالية فيلدز المرموقة.
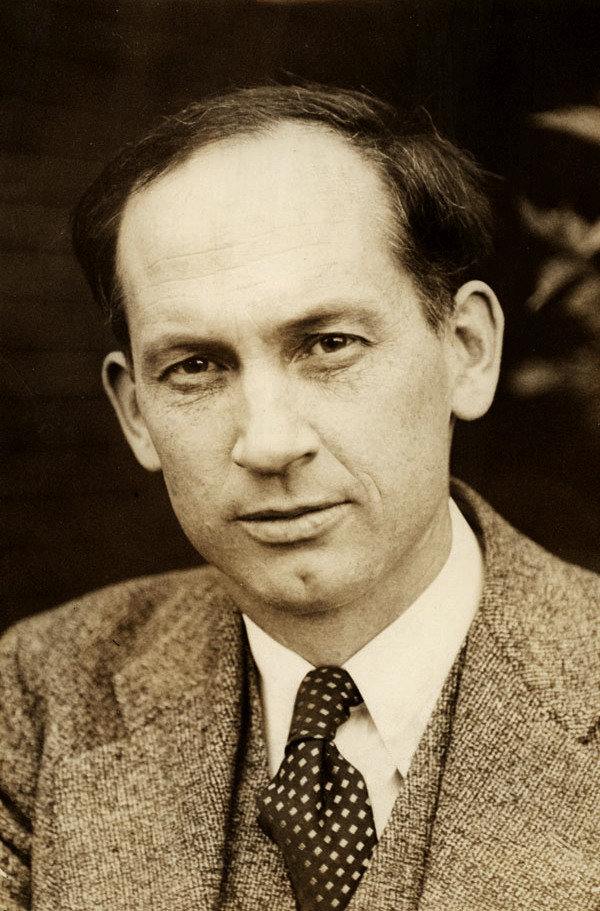
هارولد إينيس، ساعد في تطوير أطروحة الدكتوراه ومدرسة تورنتو لنظرية الاتصال.
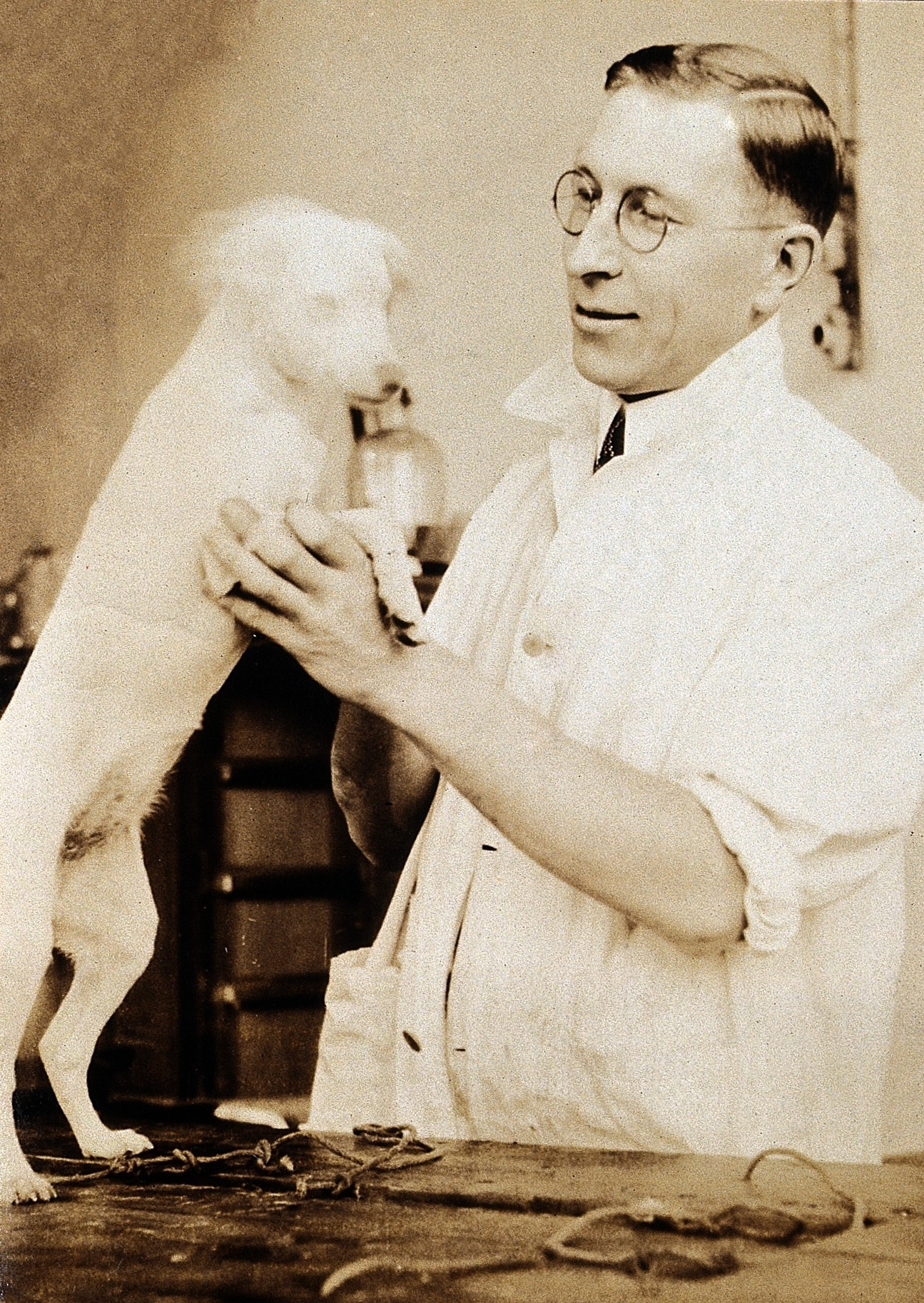
فردريك بانتنغ، الفائز بجائزة نوبل في الطب أو علم وظائف الأعضاء. يعتبر أول من استخدم الإنسولين على الإنسان
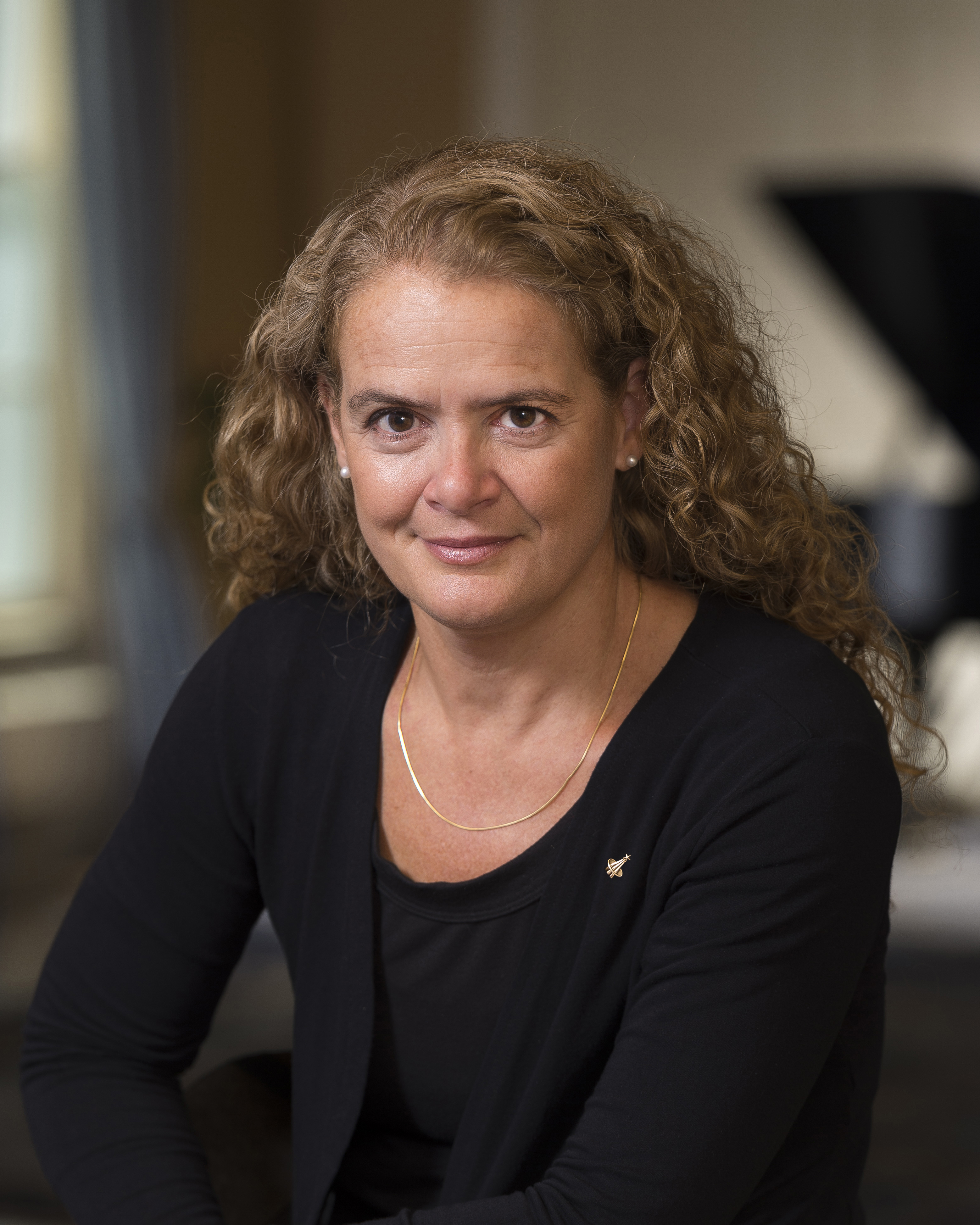
جولي باييت، رائدة بوكالة الفضاء الكندية ووحاكم العام لكندا
(2017 -2021)

## وصلات خارجية
- الموقع الرسمي
- Heritage University of Toronto – U of T's ongoing history in images, text and rich media